# Irkoutsk
Ne doit pas être confondu avec Iakoutsk.
Irkoutsk ([ɪərˈkutsk], en russe : Ирку́тск, en bouriate en écriture cyrillique : Эрхуу хото, Erkhüü khoto) est une ville russe située dans la partie méridionale de la Sibérie centrale, sur les rives de l'Angara, en aval du lac Baïkal. Capitale de l'oblast d'Irkoutsk, elle est aussi centre administratif du raïon d'Irkoutsk, sans toutefois en faire partie, la ville étant une ville-arrondissement, avec les compétences d'une ville et d'un raïon. Elle est divisée en quatre arrondissements ; de la Rive droite, d'Octobre, de Sverdlovsk et de Lénine. Ses habitants sont appelés les Irkoutiens ou les Irkoutois.
La ville a une situation de carrefour géographique depuis la fin XIXe siècle, la ville se situant presque au milieu de la ligne transsibérienne, qui relie Moscou à Vladivostok. Son climat est fortement continental, avec un minimum absolu de −49,7 °C, bien que l'été puisse se révéler chaud, avec un maximum absolu de 37,2 °C. Située à une soixantaine de kilomètres du lac Baïkal, elle est établie sur un plaine propice à l'agriculture. Fondée en 1652 par les Cosaques comme comptoir avec les Bouriates, elle possède le statut de ville depuis 1686. À partir de 1764, elle s'impose comme capitale du gouvernement d'Irkoutsk, gouvernement qui au moment de sa formation s'étendait jusqu'à la mer du Japon et au détroit de Béring. Après l'Insurrection décabriste, la ville accueille de nombreux exilés, qui révolutionnent la ville en lui apportant richesse, savoir et divertissements. Son caractère de ville d'opposition naît alors.
En 1879, la ville subit un grand incendie, qui détruit la plus grande partie de la ville qui comptait alors 33 000 habitants. Le gouverneur force alors les habitants à reconstruire en pierre, faisant naître l'architecture d'Irkoutsk, fortement inspiré du baroque sibérien et des édifices survivants tels que l'église de l'Élévation-de-la-Croix et la cathédrale de l'Épiphanie. Des monuments importants apparaissent alors, avec l'église Prince Vladimir ou le théâtre dramatique d'Irkoutsk. Grâce à son architecture, on la surnomme alors le « petit Paris de la Sibérie », et son centre historique est inscrit à la liste indicative du patrimoine mondial de l'Unesco depuis 1998.
En 2023, Irkoutsk constitue, par sa population, la cinquième ville de Sibérie centrale avec 611 215 habitants, tandis que son agglomération est forte de 1 012 077 habitants, un nombre relativement faible à l'échelle russe mais important à l'échelle sibérienne. Son économie repose essentiellement sur les services, qui emploient plus des trois quarts de la population. Près de la moitié de l'économie est consacrée au commerce, et la ville est le siège des Chemins de fer de Sibérie orientale, d'Irkutskenergo, et de nombreuses succursales.

## Toponymie

### Premier nom
Le nom de la localité, comme de nombreuses villes sibériennes, vient du nom d'un cours d'eau, en l'occurrence de la rivière Irkout, près de laquelle l'ostrog d'Irkoutsk a été fondé en 1661. L'ostrog, nom désignant une petite fortification russe en bois, s'appelait à l'origne Iandachski (en russe : Яндашским), d'après le nom du chef de tribu Touvain Iandacha Dorogi (ou Darougi, en russe : Яндаша Дороги ou Даруги).
Ce premier nom tire son origine de la fondation de la ville. En 1652, une cabane d'hiver fut fondée par Ivan Pokhabov à l'emplacement d'Irkoutsk, mais dès le printemps, il repartit au-delà du Baïkal afin d'imposer le Iassak, un tribut. C'est alors qu'en 1661, le prince/chef Iandacha Dorogi, qui vivait avec sa tribu de manière nomade dans le cours supérieur de l'Irkout et dans les environs du lac Khövsgöl, fut attaqué par des cosaques venant de Krasnoïarsk, et durent se réfugier dans le cours supérieur de l'Irkout. Il tomba alors sur les Cosaques de Iakhov Pokhabov (ru), qui voulaient eux aussi lui imposer le Iassak quitte à les battre.
Il lui demanda alors protection, Iakhov Pokhabov (ru), accepta de payer le Iassak, afin d'être protégé des cosaques de Krasnoïarsk. Iakhov Pokhabov envoya une lettre à Ienisseïsk pour demander la création d'un ostrog, puis fonda directement l'ostrog sur la rive droite de l'Angara, à l'emplacement de l'ancienne cabane d'hiver, sans attendre la réponse.

### «Irkout» et ses origines mongoles

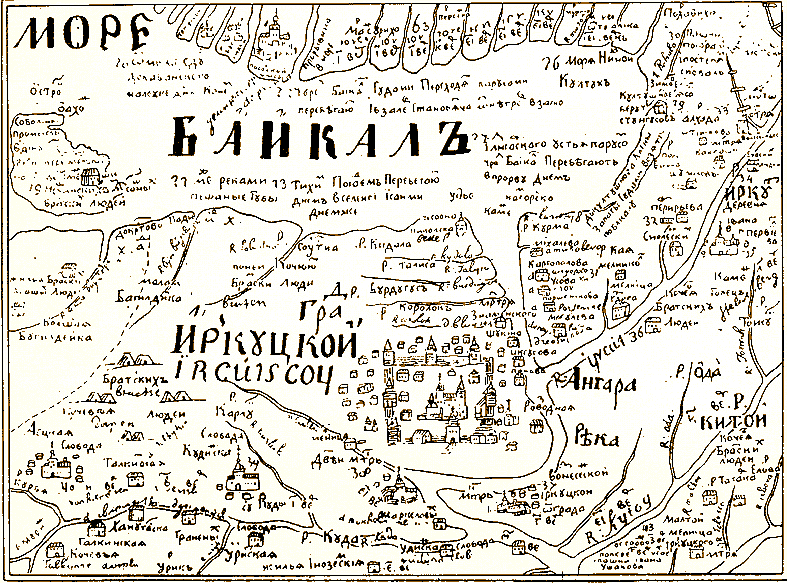
Carte de 1701 de Semion Remezov.

Mais ce nom[Lequel ?] n'a pas tenu, et l'on ne sait pour quelle raison, l'endroit a commencé à s'appeler Irkoutsk, soit littéralement la « ville sur l'Irkout ». Sur la carte de Semion Remezov de 1701, la ville est désignée sous le nom de grad Irkoutskoï (en russe : град Иркуцкой), soit littéralement « la ville d'Irkoutsk ».
L'hydronyme de la rivière Irkout tire son nom de Irkout (Иркут), terme ayant de nombreuses interprétations. Les mots mongols эркэу (ou эрку , Erkheï ou Erkhu), ou эршэ (erche) signifient « force », « énergie ». Le verbe эрьехэ (eryekhe) signifie « tourner », associé à la rivière Irkout près du mont Yrkuzun (en russe : горы Ыркузун) dans son cours supérieur où elle possède plusieurs virages.
Il y a aussi les mots mongols эрэ хун (ere khun), signifiant « homme », ou эрэ худ (ou эрэхуд, ere khoud ou erekhoud), signifiant « hommes, les hommes ». Selon une légende, des hommes auraient survécu à la mort en traversant l'Irkout, et se sont installés dans la vallée (vallée étant la plaine de la Tounka où passe une partie du cour supérieur de l'Irkout), et ont alors appelé la rivière la « rivière des hommes ». En mongol, cela donne Эрэхуды-гол (ou Эрхуд-Иркут, Erekhudy-gol ou Erekhud-Irkoutsk) ; avec Эрху (Erkhu) signifiant « capricieux », « gâté », à comprendre un fleuve au régime capricieux.
Mais l'étymologie du nom de cette rivière n'est pas ces mots, mais un ethnonyme ; Ырху (Yrkhu), qui comme il est écrit dans les inscriptions de l'Orkhon du VIIe au Xe siècle, la tribu Baiyrkhu (байырху), aussi nommée Ырху (Yrkhu) vivait dans les Saïan et la région du Baïkal. Ce nom de tribu a donné les mots  иркит, иргит, иркыт (irkit, irguit, irkyt) chez les Bouriates, Touvains, Altaïens et d'autres peuples de la région.
En mongol, la rivière Irkout et la ville est appelée Эрхүү (Erkhүү - Erkhuu), tandis qu'en bouriate la ville est appelée Эрхγγ мγрэн et Эрхγγ хото (Erkhγγ mγren et Erkhγγ hoto), où « мγрэн » (mγren) signifie « grand fleuve » et « хото » (hoto/khoto) signifie « ville ».

### Surnoms et réformes du nom
Dans l'orthographe pré-révolutionnaire, l'orthographe de la ville est « Иркуцкъ ». Avant la révolution, les habitants appelaient souvent la ville « Paris de l'Est » (en russe : Восточным Парижем, Vostochnym Parijem) , « Pétersbourg sibérienne » (en russe : Сибирским Петербургом, Sibirskim Peterbourgom) et « Athènes sibérienne » (en russe : Сибирскими Афинами, Sibirskim Afinami) . Aujourd'hui, le surnom de « Paris Sibérien » (en russe : сибирский Париж, sibirski Parij) reste d'usage.
En 1931, à l'occasion de la visite du commissaire du peuple à la Défense Kliment Vorochilov, la ville aurait dû être rebaptisée Vorochilovsk (en russe : Ворошиловск), mais ce ne fut jamais fait.

## Géographie

### Situation

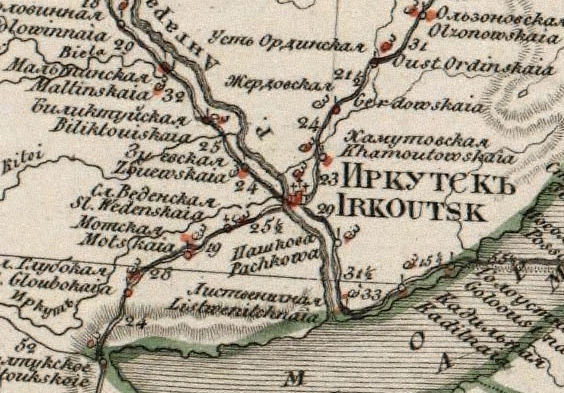
Irkoutsk et sa région proche.

Excentrée par rapport à la Russie européenne, Irkoutsk se trouve dans la partie méridionale de la Sibérie orientale, à 4 205 km à l'est-nord-est de Moscou. La ville se situe à la même latitude (à dix minutes d'arc près) que des villes comme Amsterdam et Varsovie en Europe.
En revanche, elle occupe une position centrale dans sa région, à la confluence de l'Irkout dans l'Angara ainsi qu'à la pointe sud de la plaine de Bouriatie-Oust-Orda. Sa situation lui permet de devenir un important centre commercial de Sibérie. L'Angara, est traversé par le barrage hydroélectrique d'Irkoutsk, et par trois autres ponts en aval. La longueur totale de l'Angara dans la ville est de 29 km et la largeur en moyenne de 2 km. Dans le lit du fleuve se trouve plus de 30 îles, mesurant 1 à 2,5 km de longueur et 200 à 500 m de largeur.
Au niveau régional, Irkoutsk se trouve à 55 km au nord de l'extrémité méridionale du lac Baïkal, à 182 km au nord-est de la frontière russo-mongole, et à 231 km au nord-ouest d'Oulan-Oudé, la grande ville la plus proche. Les monts Saïan, au travers de la chaîne du Saïan oriental, se trouvent à 115 km au sud-est de la ville.
Irkoutsk se situe à l'extrémité sud de la plaine d'Irkoutsk-Tcheremkhovo; région agricole et partiellement urbanisée de l'oblast. Les contreforts des monts du Littoral (ru) et d'autres massifs la jouxtent sur ses flancs méridional et oriental, avec des collines l'entourant couvertes de taïga, paysage typique de la Sibérie orientale, qui s'oppose à la steppe ouverte et plate qui caractérise la Sibérie occidentale.

### Territoires limitrophe
Irkoutsk, du point de vue administratif, est à la fois une division de type raïon, en étant un okroug urbain ; mais est aussi une municipalité, ainsi qu'une localité, bien que les arrondissements qui la composent sont eux aussi des municipalités et des localités.
Au niveau des raïons, la ville est presque entourée par le raïon d'Irkoutsk, sauf au nord-ouest où elle est limitrophe de l'okroug urbain d'Angarsk. Quant aux municipalités, elle est limitrophe du nord au sud de la municipalité d'Ourik (ru), de celle de Khomoutovo (ru), de celle de l'Ouchakovka (ru) et de le celle de Molodiojny (ru) pour la rive droite. Pour la rive gauche, elle est du sud au nord limitrophe de la municipalité de Markova (ru), de la municipalité de Smolenchtchina (ru), de celle de Mamony (ru) et de l'okroug urbain d'Angarsk.

Pour les localités, elle est limitrophe de Batereïnaïa, Malaïa Topka, Glazounova, Angara, Plichkino, Iskra, Dzerjinsk, Novaïa Razdolnaïa, Zeliony Bereg, Nikolo Possad, Smolenctchina, Markova, Gorkogo, Mamony, Ioujni, Zapadny et Vdovina.
| Batereïnaïa              | Malaïa Topka, Glazounova, Angara      | Plichkino, Iskra  |
| Vdovina, Zapadny, Ioujni | Irkoutsk                              | Dzerjinsk         |
| Mamony, Gorkogo          | Markova, Nikolo Possad, Zeliony Bereg | Novaïa Razdolnaïa |

### Climat

Diagramme climatique.

Irkoutsk est à la limite entre le climat subarctique et le climat tempéré continental. Le mois le plus chaud de l'année est juillet avec une température moyenne de 19 °C tandis que le mois le plus froid est janvier avec une température moyenne de −17 °C. Les précipitations varient beaucoup en fonction de la période de l'année : les pluies les plus intenses ont lieu en juillet (107 mm) ; à l'opposé, il ne tombe que 9 mm en février. Le manteau neigeux tient au sol en moyenne 159 jours par an, de la mi-octobre à début avril. Les températures de l'Angara sont de 10 à 12 °C selon la moyenne annuelle.
- Température record la plus froide : −49,7 °C (janvier 1915)
- Température record la plus chaude : 37,2 °C (juillet 1915)
- Nombre moyen de jours avec de la neige dans l'année : 152
- Nombre moyen de jours de pluie dans l'année : 105
- Nombre moyen de jours avec de l'orage dans l'année : 15
- Nombre moyen de jours avec du blizzard dans l'année : 11.

| Mois                                                | jan.       | fév.       | mars       | avril      | mai        | juin      | jui.      | août      | sep.       | oct.       | nov.       | déc.       | année      |
| --------------------------------------------------- | ---------- | ---------- | ---------- | ---------- | ---------- | --------- | --------- | --------- | ---------- | ---------- | ---------- | ---------- | ---------- |
| Température minimale moyenne (°C)                   | −21,4      | −19,1      | −11,1      | −1,9       | 3,7        | 10,1      | 13,5      | 11,4      | 4,6        | −2,4       | −11,5      | −19,1      | −3,6       |
| Température moyenne (°C)                            | −17,6      | −14,1      | −5,5       | 3,6        | 10,4       | 16,4      | 19        | 16,4      | 9,5        | 2          | −7,6       | −15,4      | 1,4        |
| Température maximale moyenne (°C)                   | −12,7      | −7,5       | 1,2        | 10,5       | 18,1       | 23,8      | 25,7      | 22,9      | 16,1       | 7,9        | −2,7       | −10,8      | 7,7        |
| Record de froid (°C) date du record                 | −49,7 1915 | −44,7 1929 | −37,3 1933 | −31,8 1909 | −14,3 1908 | −6 1909   | 0,4 1898  | −2,7 1902 | −11,9 1922 | −30,5 1901 | −40,4 1910 | −46,3 1916 | −49,7 1915 |
| Record de chaleur (°C) date du record               | 2,3 1927   | 10,2 1987  | 21,1 2023  | 29,2 1899  | 34,5 1990  | 35,6 2010 | 37,2 1915 | 34,7 2015 | 29,7 2015  | 25,6 1946  | 14,4 2013  | 5,3 2013   | 37,2 1915  |
| Nombre de jours avec gel                            | 6          | 2          | 0,2        | 0          | 0          | 0         | 0         | 0         | 0          | 0,3        | 3          | 9          | 21         |
| Ensoleillement (h)                                  | 93         | 139        | 207        | 223        | 266        | 264       | 243       | 218       | 182        | 152        | 93         | 62         | 2 142      |
| Précipitations (mm)                                 | 14         | 9          | 12         | 21         | 36         | 69        | 107       | 96        | 53         | 21         | 20         | 19         | 477        |
| dont neige (cm)                                     | 24         | 28         | 18         | 1          | 0          | 0         | 0         | 0         | 0          | 1          | 8          | 18         | 98         |
| Précipitations les plus basses (mm) année du record | 0 1880     | 0,7 1891   | 0,1 1884   | 0,1 1880   | 7 1924     | 10 1969   | 16 1900   | 22 1928   | 6 1884     | 0,5 1883   | 0,1 1884   | 3 1932     | 209 1884   |
| Précipitations les plus hautes (mm) année du record | 48 1882    | 24 1900    | 35 1962    | 77 2023    | 111 1894   | 308 1938  | 344 1971  | 221 2016  | 144 1945   | 91 1974    | 41 1903    | 72 1902    | 833 1938   |
| Record de pluie en 24 h (mm) date du record         | 11 1996    | 9 1999     | 13 1959    | 39 2011    | 44 1894    | 114 1994  | 93 2001   | 87 1993   | 61 1945    | 58 1974    | 20 2015    | 32 1902    | 114 1994   |
| Nombre de jours avec précipitations                 | 0          | 0,04       | 1          | 9          | 15         | 18        | 18        | 17        | 16         | 9          | 2          | 0          | 105        |
| Humidité relative (%)                               | 82         | 76         | 65         | 56         | 55         | 67        | 74        | 78        | 76         | 73         | 79         | 85         | 72         |
| Nombre de jours avec neige                          | 29         | 26         | 27         | 5          | 1          | 0         | 0         | 0         | 0,3        | 8          | 26         | 30         | 152        |
| Nombre de jours d'orage                             | 0          | 0          | 0          | 0,1        | 1          | 3         | 6         | 4         | 1          | 0          | 0          | 0          | 15         |
| Nombre de jours avec brouillard                     | 4          | 2          | 0,3        | 0,1        | 1          | 2         | 5         | 7         | 6          | 3          | 5          | 7          | 42         |

| Diagramme climatique                                  |            |            |            |           |            |             |            |           |           |             |              |
| J                                                     | F          | M          | A          | M         | J          | J           | A          | S         | O         | N           | D            |
| −12,7−21,414                                          | −7,5−19,19 | 1,2−11,112 | 10,5−1,921 | 18,13,736 | 23,810,169 | 25,713,5107 | 22,911,496 | 16,14,653 | 7,9−2,421 | −2,7−11,520 | −10,8−19,119 |
| Moyennes : • Temp. maxi et mini °C • Précipitation mm |            |            |            |           |            |             |            |           |           |             |              |

## Urbanisme

### Tissu urbain

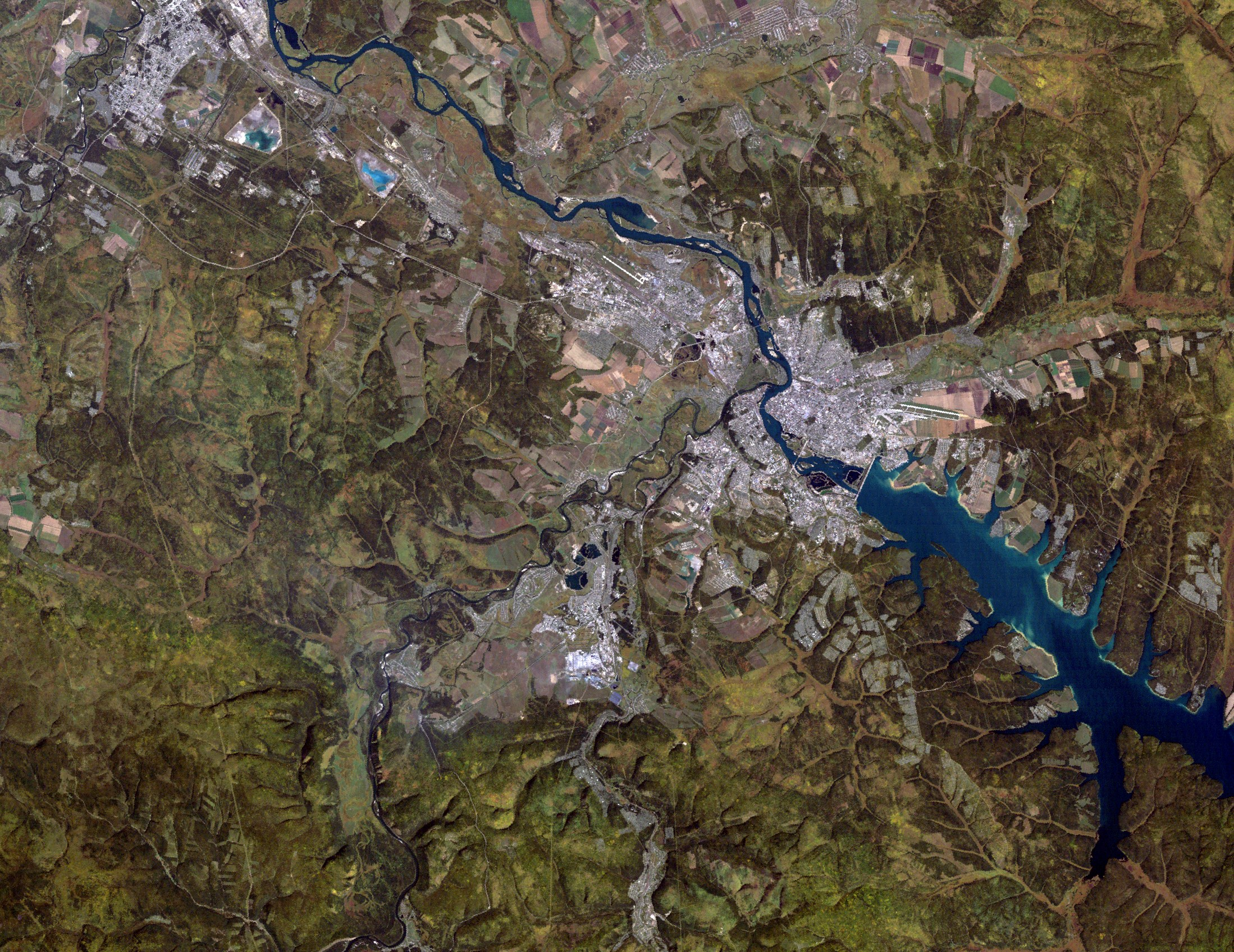
Vue de l'ISS d'Irkoutsk (centre-droit) et son agglomération.

Le centre historique d'Irkoutsk, qui occupe la partie entre l'Angara et son affluent l'Ouchakovka, se caractérise par des rues en damier, avec souvent des virages, notamment autour de la place du Comte Speranski. Ce plan en damier tire son existence de l'époque post-incendie de 1879, lorsque la ville fut reconstruite bien plus simplement qu'avant, où les rues avaient des formes avant moins droites. La rue Karl Marx coupe depuis l'Ouchakovka jusqu'à l'Angara la ville, formant une sorte de ceinture droite. Peu après la rue, les artères commencent à s'élargir, et le plan en damier change d'orientation une fois rentrée dans l'arrondissement d'Octobre, construit principalement pendant la période soviétique. Au nord de l'Ouchakovka, les quartiers de Marat, Znamenskoïe et Rabotchéïé (ru) sont construits en longeant les cours d'eau et les pentes, avec cependant une zone en damier dans le centre de Rabotchéïé. L'arrondissement d'Octobre, au sud, est marquée par de grandes avenues, telles que la route du Baïkal. Dans l'arrondissement le long de l'Angara, de grands immeubles ont vu le jour, tandis que l'arrondissement est parsemé de Khrouchtchevka. L'arrondissement accueille l'aéroport, qui délimite la ville sur son flanc oriental,,.

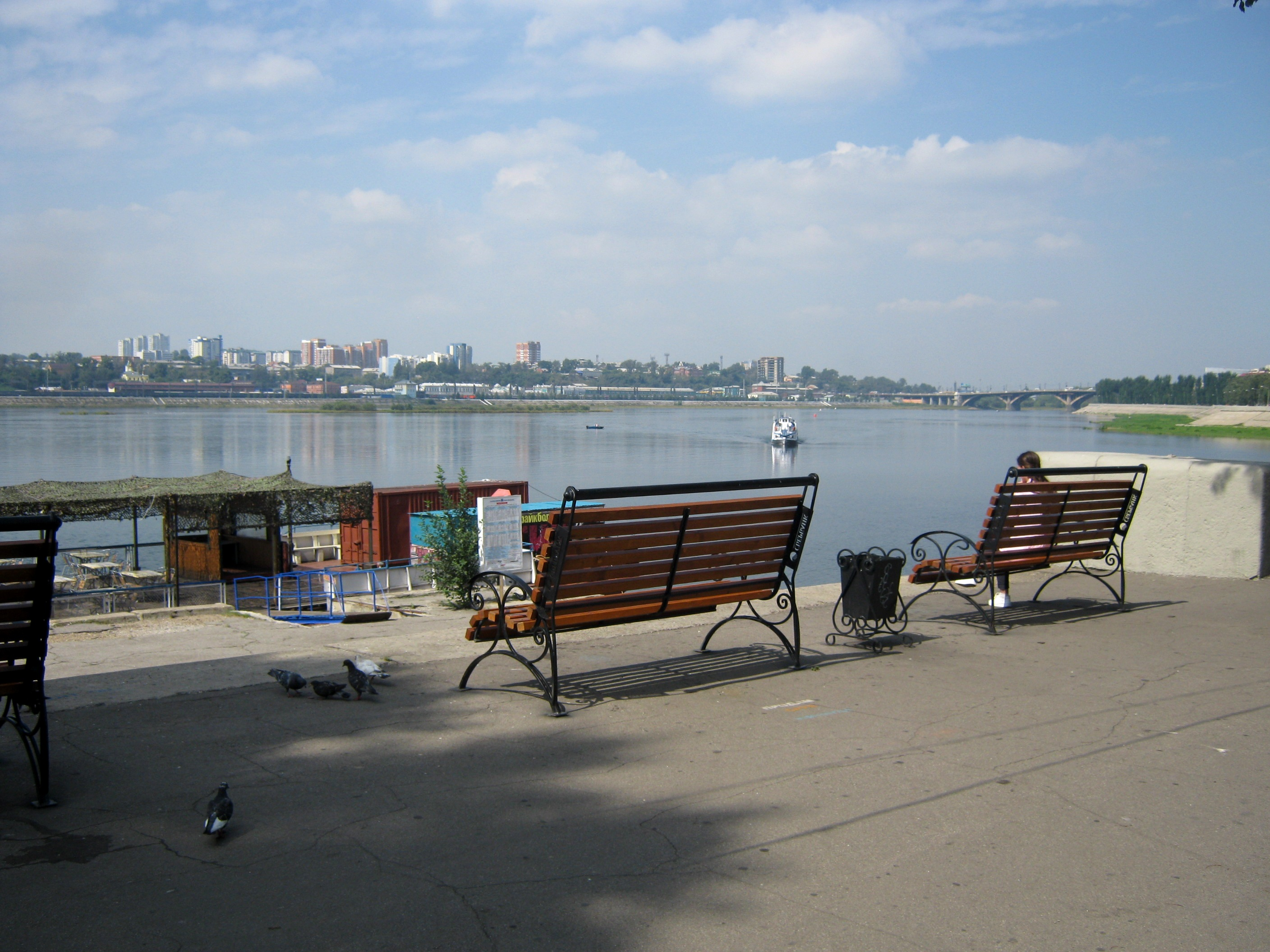
Tours à Glazkovo au loin depuis le centre historique.

Les quartiers de l'autre côté de l'Angara sont marqués eux aussi par leur caractère récent, avec des zones en damier avec de longues rues dans le quartier de l'Université et dans l'arrondissement de Lénine. Mais la densité faiblit déjà, bien que les Khrouchtchevka marquent toujours le paysage, comme à côté du campus et dans le nord-ouest de l'arrondissement de Lénine,,.
Dans le sud et l'ouest de l'arrondissement de Sverdlovsk, les bâtiments font face à un terrain escarpé, avec des pentes parfois importantes comme à Pervomaïski et à Sinoiuchina Gora, où les rues doivent parfois faire de grands virages, même si les plans en damier sont souvent préservés le mieux possible, comme au niveau de l'hôpital régional dans le sud de l'arrondissement,,.
Plusieurs zones industrielles sont présentes dans l'arrondissement de Sverdlovsk ; à Glazkovo au niveau de la confluence de l'Irkout dans l'Angara, à Gorkogo possiolok le long de l'Irkout, et le long du chemin de fer transsibérien à Sinoiuchina Gora,,.
Les densités moins élevées se trouvent le long de l'Irkout, dans les quartiers de Gorkogo, de Kirova et de Jilkino, les trois dans l'arrondissement de Lénine. La zone de la rue Traktovaïa, dans l'extrême-nord de l'arrondissement ; est-elle aussi une zone de maisons de banlieue,,.
Plus récemment, des parties des villages d'Iskra, de Parfionovka et la totalité de Lesnoï et de Zelioni ont été intégrées dans la partie la plus au nord de l'arrondissement Pravoberejni. Alors que les trois premiers sont des zones de faible densité, le dernier est un grand ensemble d'immeubles presque isolé, entouré d'une forêt dense,,.

### Projets d'aménagements
Le développement de la ville, qui avait ralenti depuis la dislocation de l'URSS à cause des manques de financement, a repris depuis les années 2010, et s'appuie actuellement sur plusieurs grands projets urbains visés à étendre et à densifier la ville, notamment :

#### Banlieue de Znamenskoïe

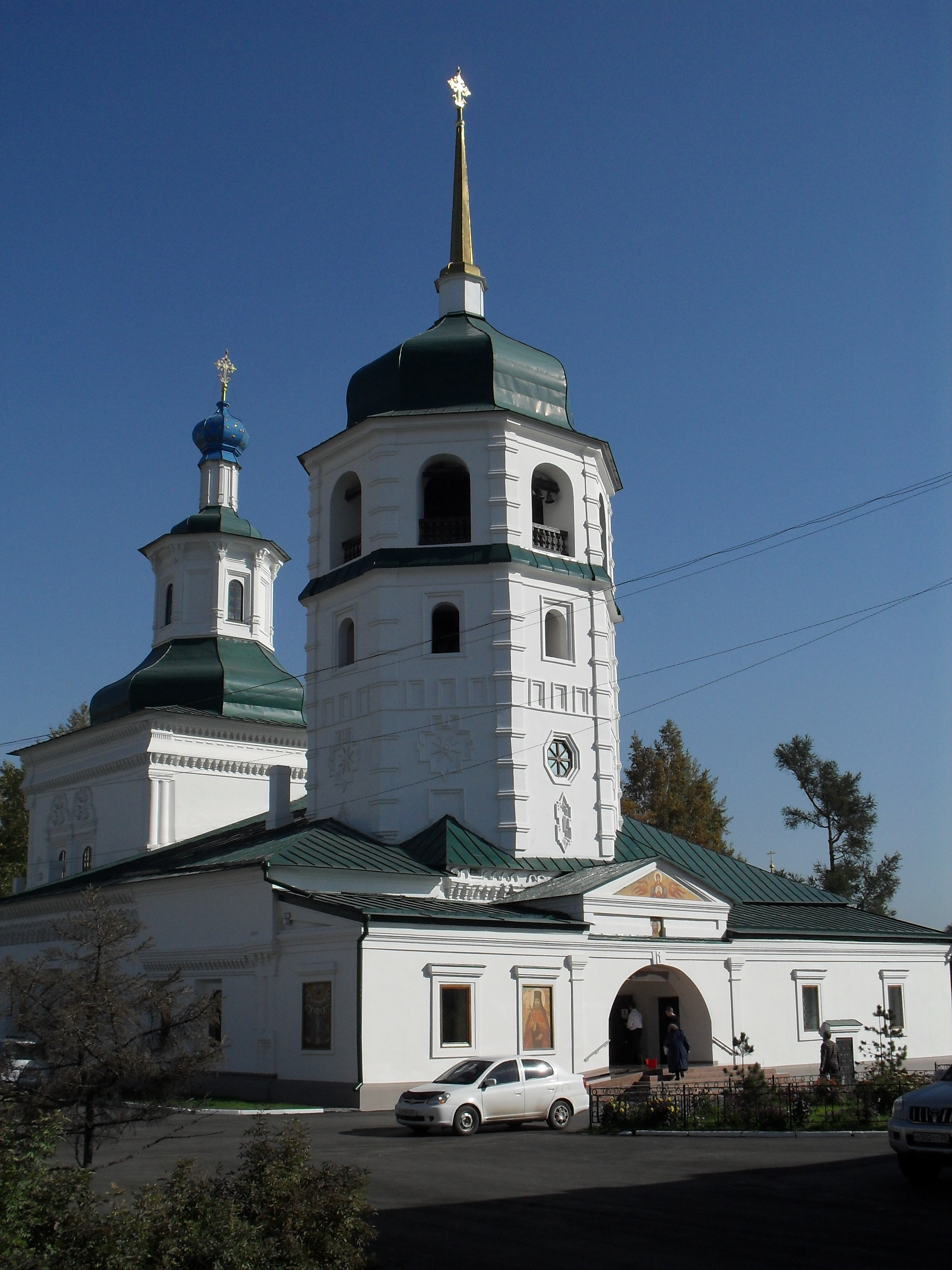
Monastère de la Mère de Dieu du Signe.

Znamenskoïe est actuellement une zone d'Irkoutsk de l'arrondissement Pravoberejni dans le quartier de Marat, composé surtout de maisons de banlieue. Il se situe sur la rive nord de l'Ouchakovka, au niveau de sa confluence avec l'Angara. Il possède néanmoins le monastère de la Mère de Dieu du Signe (ru), le Monument à l'Amiral Koltchak d'Irkoutsk ainsi que l'Institut de génie mécanique d'Irkoutsk. Mais ces dernières années, la ville vise à requalifier cet espace et ses alentours, étant donné qu'il est adjacent sur son flanc sud au centre historique d'Irkoutsk. Le quartier est cependant l'une des plus vieilles zones habitées d'Irkoutsk, mais les bâtiments ont à chaque fois changé.

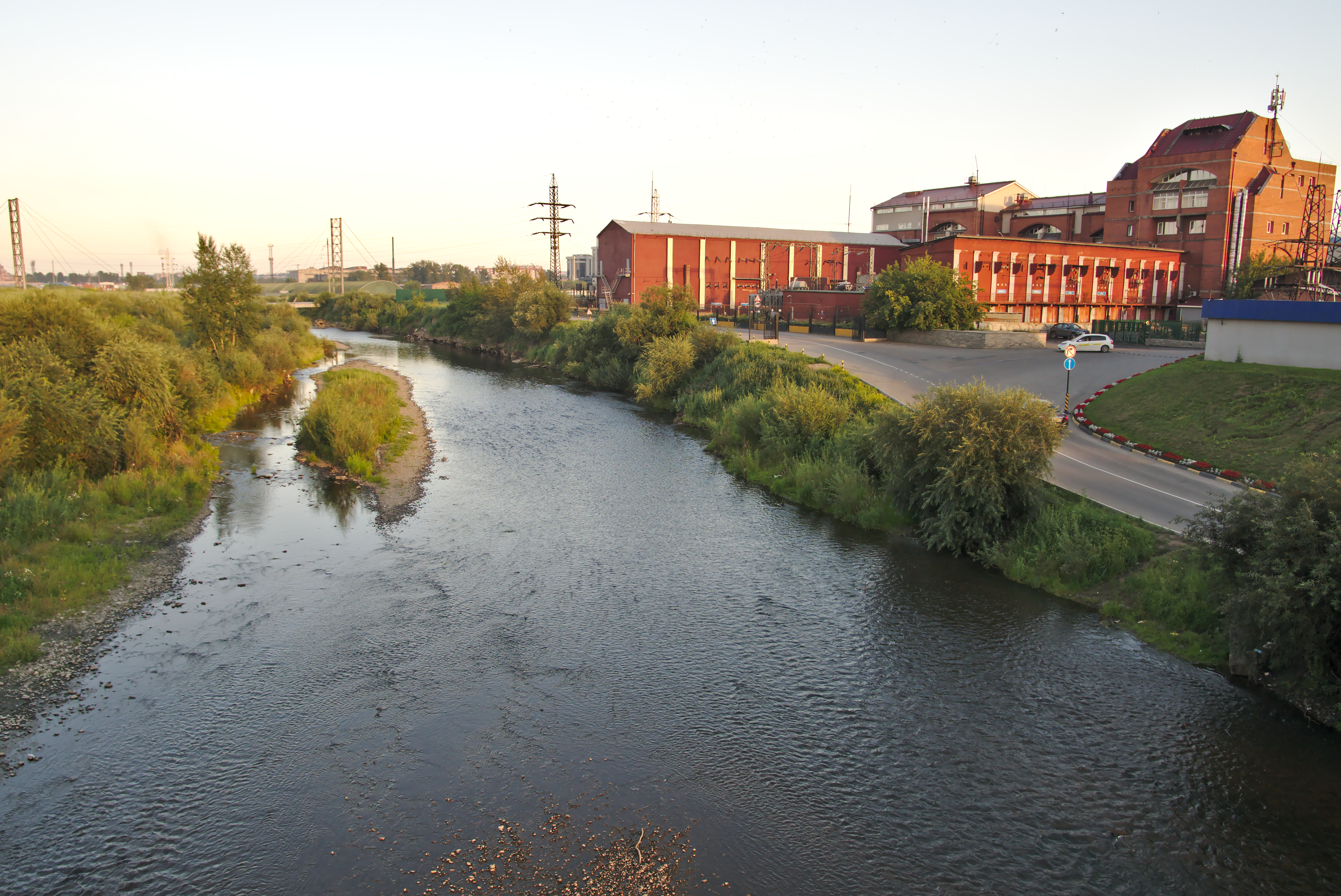
Vue actuelle de l'Ouchakovka.

Fin avril 2023, un concept de requalification d'une zone de 626 hectares, englobant Znamenskoïe ainsi que l'ensemble des deux rives de la rivière Ouchakovka, zone englobant une partie du quartier de Rabotchéïé (ru), fut présentée au conseil d'administration de la ville, sous la supervision du gouverneur de l'oblast Igor Kobzev (en). La zone ira du rond-point de Marat au niveau de la confluence jusqu'à l'hippodrome et son quartier. L'architecte en chef de la ville, Anton Joukov, explique que le nom de Znamenskoïe relève du marketing territorial, en prenant le nom de la zone du monastère historique. Rabotchéïé ne devrait pas disparaître.
Le projet est simple pour l'ensemble de cette zone, la transformer et la faire devenir une partie emblématique du centre historique de la ville d'Irkoutsk. Selon le gouverneur, « Il s'agit d'un projet important pour la capitale de l'oblast. Pour le mettre en œuvre avec succès, il est important d'unir les efforts du gouvernement et de l'Assemblée législative de l'oblast, de l'administration et de la Douma d'Irkoutsk, des architectes, du public, habitants de la ville. Il est nécessaire d'établir une interaction entre toutes les structures et départements intéressés et de résoudre systématiquement les problèmes de développement de ce territoire »,
Le projet, qui implique des zones adjacentes à la rivière Ouchakovka, sera accompagné de la création d'un espace de type parc sur les rives de la rivière. Une nouvelle zone de type centre d'affaires sera construite, tandis que plus de traversées vont être réalisées sur la rivière, grâce à des ponts cyclables et piétons, ainsi qu'avec la construction de logements sociaux. Un réseau de chaleur sera construit pour alimenter la zone, dans le but d'améliorer l'écologie du quartier et de fermer les centrales à charbon, selon l'architecte en chef de la ville. Une nouvelle rue verra le jour, avec deux carrefours giratoires, entre la rue Karpinskaïa et le pont Engels.
La conception du réseau de chaleur a commencé dès l'année 2021, et selon Anton Joukov, la construction du réseau de chaleur, première étape, devrait commencer d'ici la fin de l'été. L'oblast d'Irkoutsk, qui finance une partie des travaux, a reçu un prêt du gouvernement russe d'un montant de 3 milliards de roubles, et sera mis en service d'ici 2025. Parallèlement au réseau de chaleur, un système de tout à l'égout sera posé.
De plus, des égouts pluviaux sont en cours de conception, tandis que la réinstallation des habitants des logements délabrés va commencer. Le quartier est assez pauvre, avec de nombreuses petites maisons en bois. En tout, il est prévu de réinstaller 370 000 m2 de logements vétustes, tandis que le projet prévoit la mise sur le marché d'environ 1,1 million de m2 de logements à l'horizon 2036. En parallèle, 11 édifices ont été classés objets patrimoniaux culturels d'importance locale pour les préserver.
En ce qui concerne les nouveaux logements, il y aura des immeubles de faible hauteur surplombant la rivière, avec des quais, des immeubles de grande hauteur dans la zone de la rue Barricade, puis des zones avec des bâtiments moins hauts près du mont Chtchapovskaïa,.
Le projet sera présenté le 19 et 20 juillet 2023 au neuvième Sommet de l'immobilier du Baïkal qui se tiendra à Irkoutsk. Le thème principal de l'événement est « La transformation du développement. Scénarios et pratiques. ».

#### Autres projets
En décembre 2021, l'administration d'Irkoutsk a annoncé l'élaboration d'une stratégie de développement de la ville, pour un coût de 21 millions de roubles. Cette étude a été commandée auprès d'une finale de la Sberbank. Les principaux problèmes identifiés de la ville sont le monocentrisme d'Irkoutsk, avec la grande majorité des emplois au centre ; le développement inégal des quartiers périphériques ; la faible connectivité des différents quartiers périphériques entre eux ; et l'influence des facteurs de l'agglomération (embouteillages principalement).

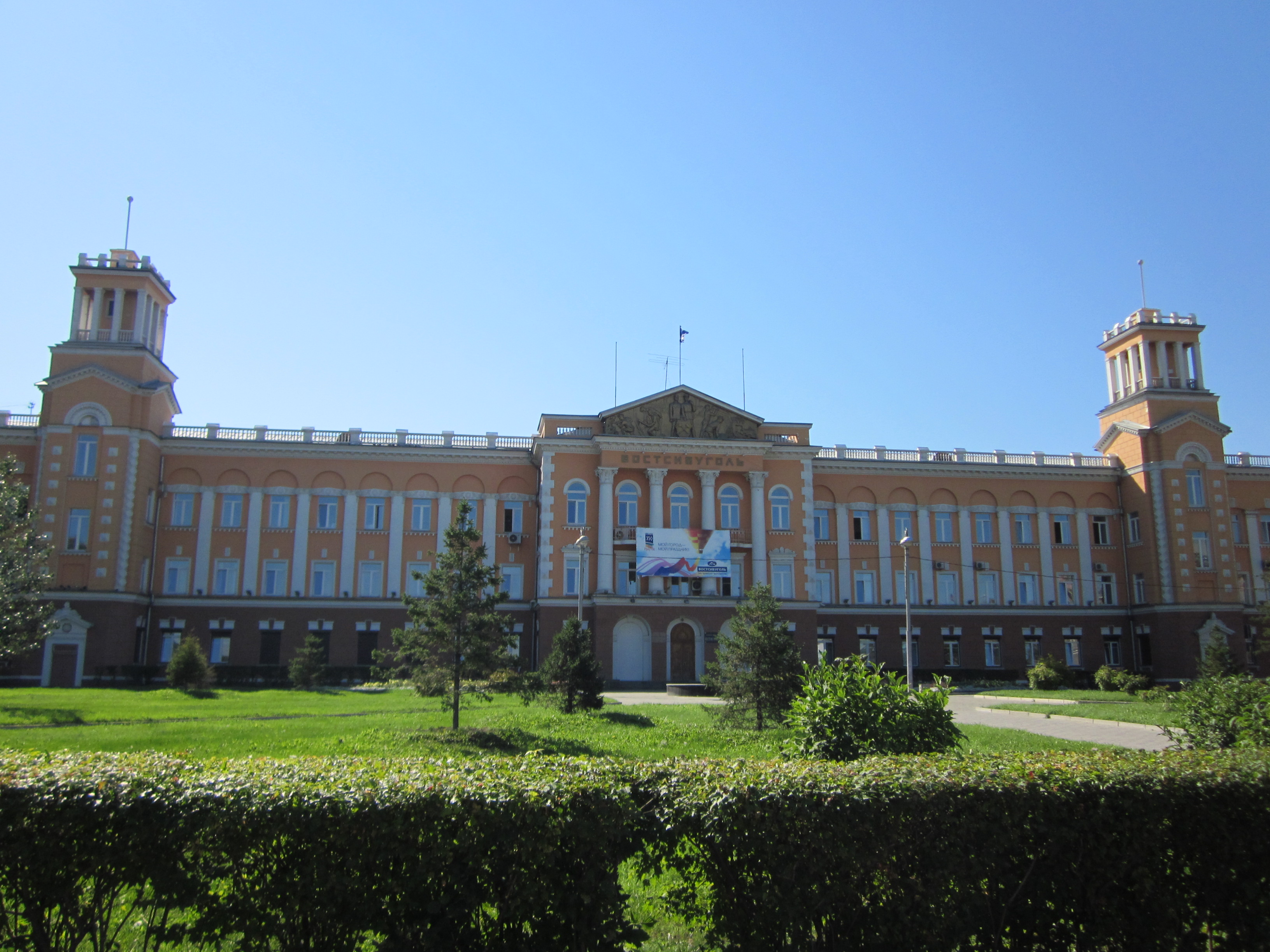
Siège de Vostsibugol.

La ville cherche ainsi à développer un polycentrisme, avec de nouveaux bassins d'emplois dans chaque arrondissement de la ville. Dans l'arrondissement d'Octobre, il est prévu de créer un bassin centré sur la technologie, l'information, et les loisirs sur la péninsule Tchertougueïevski. Dans l'arrondissement de Lénine, la mairie souhaite améliorer les voies ferrées afin d'utiliser ces voies au trafic de passager, qui est pour l'instant très faible. Dans l'arrondissement de Sverdlovsk, près du quartier d'Akademgorodok devrait être un construit une extension du campus avec de nouveaux logements étudiant et de nouveaux bâtiments éducatifs.
En août 2022, la ville a obtenu le concours de Rostourism pour l'aménagement du centre touristique de la ville, permettant l'allocation d'une subvention fédérale de 206,4 millions de roubles. Le siège de l'entreprise minière Vostsibugol (ru), situé place Tivkhine en plein centre-ville, devrait être totalement rénové. La construction doit se dérouler sur trois ans, avec le début en 2023, et un étage sera rajouté, donnant au bâtiment d'architecture néoclassique un meilleur aspect. Le projet est fait en coordination avec la mairie à cause de son emplacement. Un hôtel y sera installé dans les nouvelles parties du bâtiment.

### Voies de communications et transports

#### Réseau routier

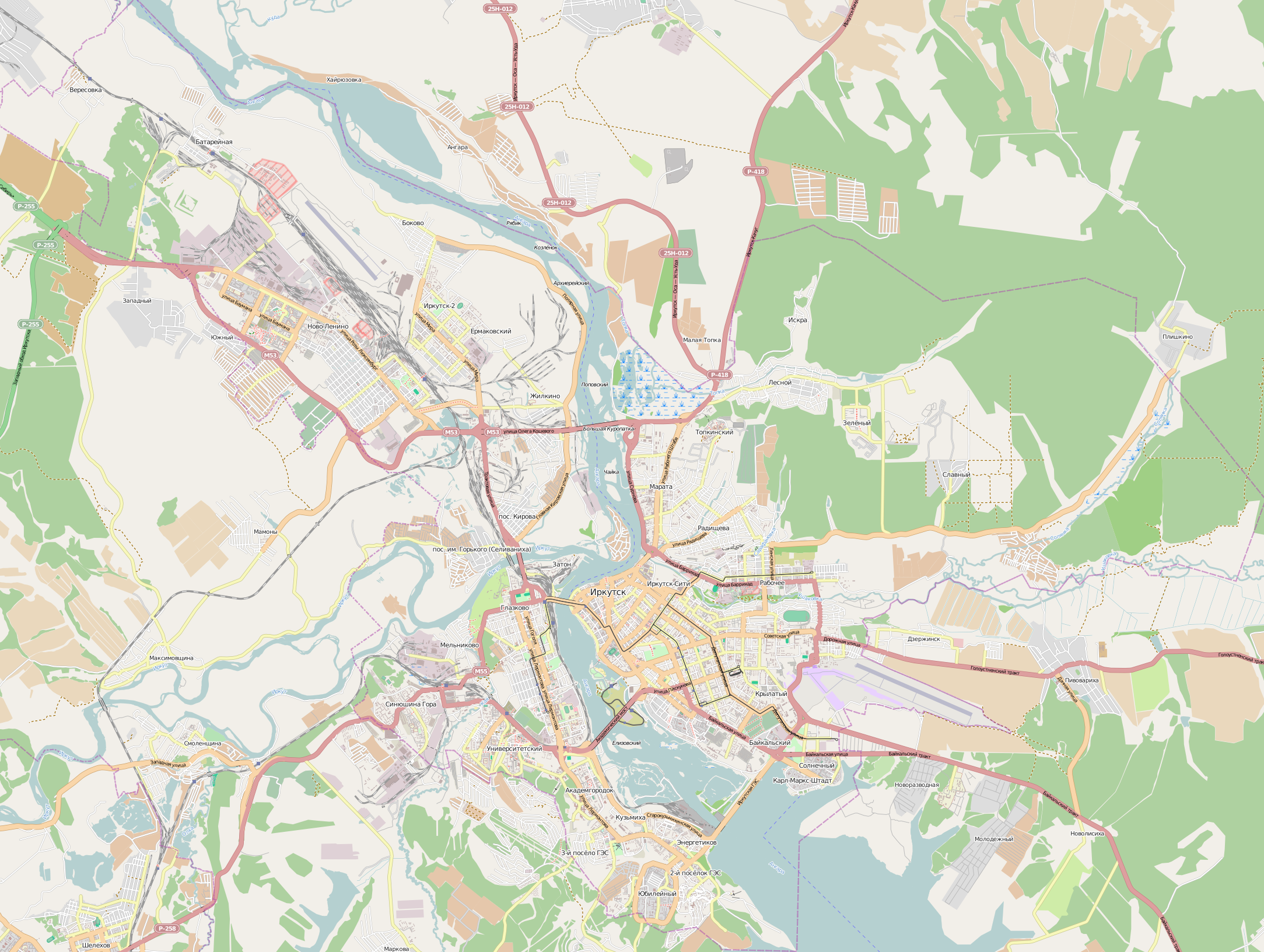
Carte routière d'Irkoutsk

Irkoutsk est située à l'extrémité de deux axes routiers majeurs au niveau fédéral : la route fédérale R255 vers Krasnoïarsk et Novossibirsk et la route fédérale R258 vers le Baïkal, Oulan-Oudé et Tchita. Ces deux axes font partie de la route transsibérienne, axe de transport longeant le Transsibérien reliant la Capitale à Vladivostok sur la côte pacifique.
Jusqu'en 2010, la rive gauche d'Irkoutsk était traversée par la route fédérale R255, en empruntant les rues et avenues, dont le pont de l'Irkout routier, permettant de relier la R255 et la R258. Ainsi, un trafic fédéral passait dans la ville. La construction du contournement oriental de la ville fut achevé en 2010 après trois ans de travaux, avec un budget de 2,5 milliards de roubles. Il a permis d'enlever le trafic passant de la ville, en reliant la R255 au niveau du village de Malaïa Ielanka à la R258 au niveau du sud de Chelekhov.
Côté régional, Irkoutsk est un carrefour très important sur le plan routier. Les seules traversées de l'Angara sont situées à Irkoutsk, mis à part une autre à Bratsk avec son barrage près de quatre cents kilomètres au nord. Toute la partie de l'oblast située sur la rive droite de l'Angara dépend ainsi d'Irkoutsk. Au nord d'Irkoutsk arrive les routes 25N-095 et 25N-055. La première mène à Oust-Baleï, Bokhan et Ossa, la seconde à Oust-Ordynski, la Bouriatie-Oust-Orda, Olkhon (via la 25N-055) et Jigalovo. À l'est d'Irkoustk, termine la 25K-010, qui commence à Bolchoïe Goloutsnoïe, et la route du Baïkal (25N-209) en direction de Listvianka et du lac Baïkal.

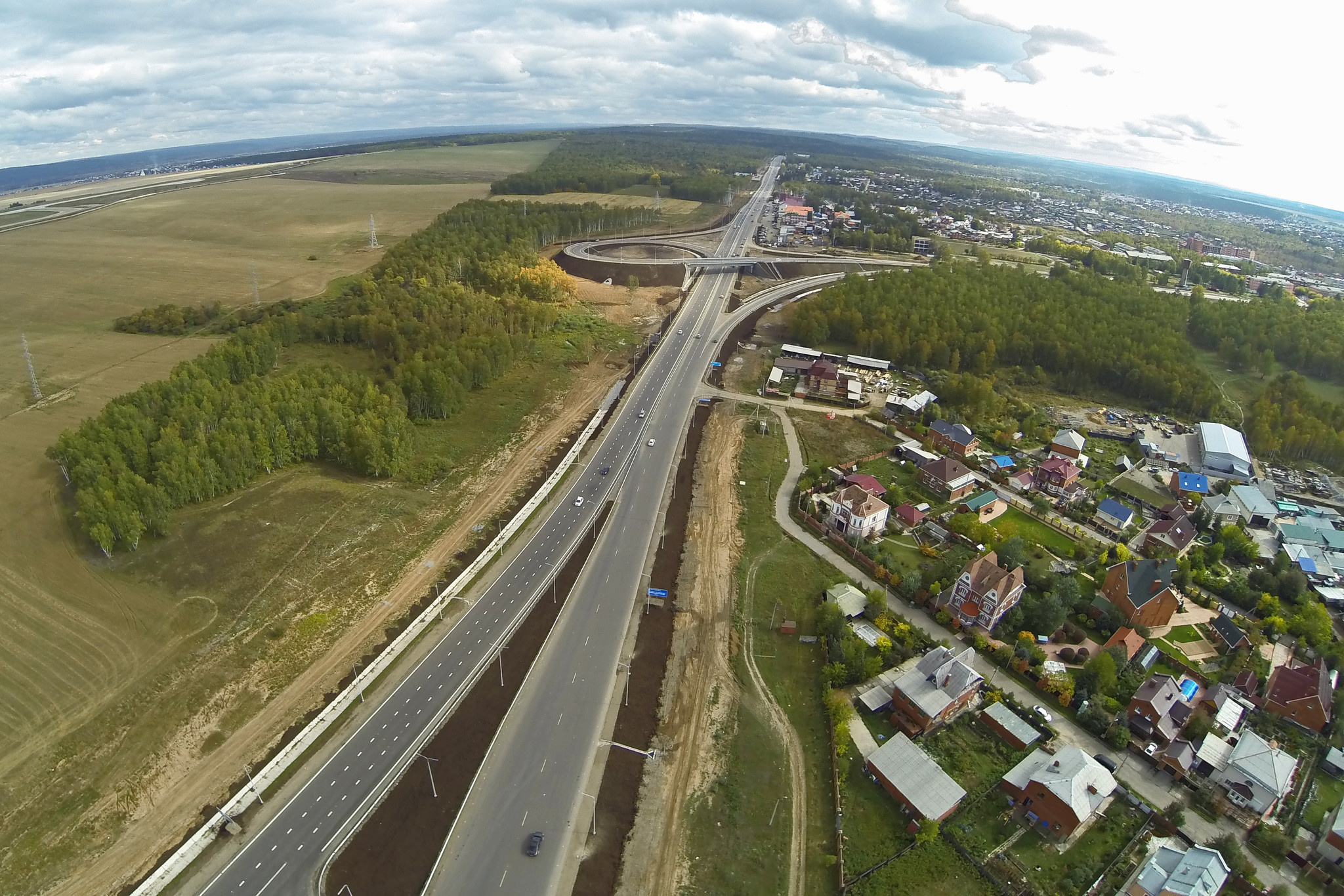
Route du Baïkal dans la banlieue sud.

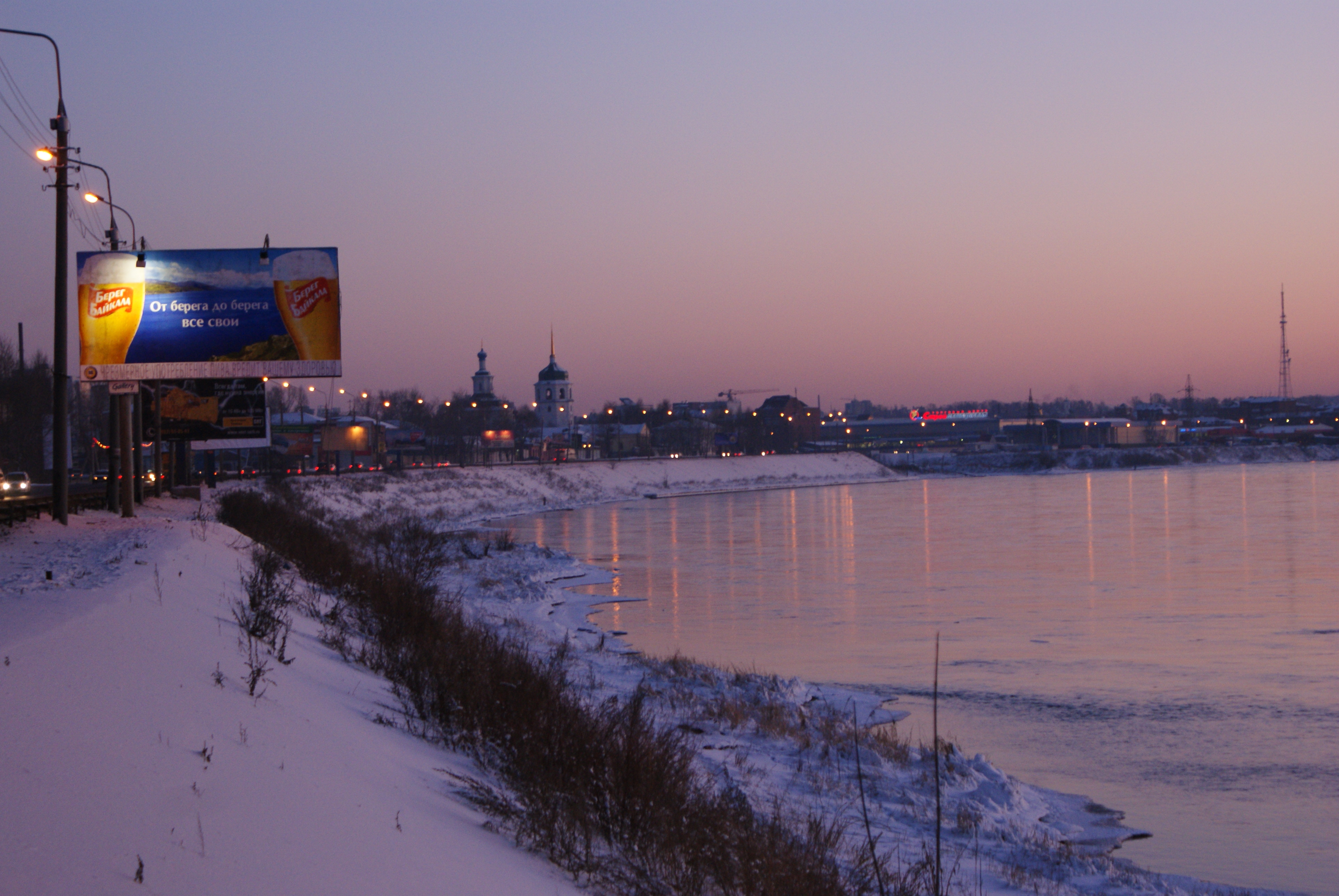
Rue Sournova.

Le réseau routier principal d'Irkoutsk se compose de trois grands types de voies. Tout d'abord, les boulevard et rues du centre historique, tel que le quai inférieur de l'Angara (ru), la rue Tchkalov (ru), la  rue Lénine (ru) et la rue Karl Marx (ru) ; ensuite les rues radiales la rue du Baïkal (ru), la rue Sournova/de l'Angara et la rue soviétique (Irkoutsk) (ru) et enfin les avenues de contournement, comme la route Pervomaïski-Ounvestiteski et la rue Chiriamova.
Concernant le parc automobile, il y avait environ 208 000 voitures immatriculées dans la ville en 2012, soit une voiture pour trois habitants. Sur toutes ces voitures, près de la moitié aurait le volant à droite, et non à gauche comme le voudrait la loi. Les voitures nippones, avec le volant à droite, sont très communes en Sibérie, engrangeant cette incohérence alors que le pays roule à droite. En considérant tout le parc automobile, 66% des voitures étaient étrangères en 2008. Pour la sécurité routière, il y a eu 25 484 accidents sur les routes en 2011, ayant entraîné la mort de 77 personnes.
Un projet routier est en étude à Irkoutsk ; le contournement sud d'Irkoutsk. Les résultats de l'étude de faisabilité ont été publiés en février en 2023, et ont été accepté par Direction de la construction et de l'exploitation des routes de l'oblast d'Irkoutsk. Quatre options de tracé sont actuellement proposées pour contourner le sud d'Irkoutsk, entre le nord de Chelekhov et le barrage d'Irkoutsk ou le pont Académique. La route devrait être de classe II, avec deux voies dans chaque sens séparées, une vitesse maximale de 70 km/h et un terre-plein central. Le tracé sera déterminé entre 2024 et 2024, après une enquête publique et la déclaration d'utilité publique. Il doit permettre de décharger les rues de la rive droite d'Irkoutsk. Son coût est estimé selon les options de 3,6 à 6 milliards de roubles.

##### Ponts et traversées
La physionomie du réseau routier a été conditionnée par la topographie. Ainsi, la largeur de l'Angara, et de son affluent l'Irkout ont limité les franchissements malgré son rétrécissement du premier grâce à la création du barrage d'Irkoutsk dans les années 1950:
- le pont d'Innocent, nommé d'après Innocent d'Irkoutsk, et anciennement nommé pont de Jilkino d'après un quartier nord d'Irkoutsk, traverse l'Angara dans le nord d'Irkoutsk. Des quatre traversées de l'Angara, il est le plus important, car il relie la R255 à la rive droite de l'Angara, et ainsi à une très grande partie de l'oblast d'Irkoutsk. Il possède six voies, et fut construit entre 1969 et 1978[34].
- le pont de Glazkovo (ru), nommé le vieux-pont de l'Angara jusqu'en 2011, construit entre 1931 et 1936, qui traverse l'Angara près du centre historique. Le tramway et le trolleybus d'Irkoutsk empruntent le pont, et il fut nommé d'après le quartier de Glazkovo sur la rive gauche de l'Angara.
- le pont Académique (ru), communément appelé le Nouveau pont, qui fut construit entre 1999 et 2013. Il est le plus jeune de toutes les traversées de l'Angara, et traverse l'Angara dans la partie méridionale d'Irkoutsk, avec sur la rive gauche le quartier d'Akademgorodok, auquel il doit son nom. Il possède six voies, avec trois de chaque côté, et il est long de 1 615 mètres[35].
- le barrage d'Irkoutsk, traversée la plus au sud d'Irkoutsk et sur l'Angara, qui fut construit entre 1950 et 1956. Il possède deux voies dans chaque sens, et était surchargé avant la construction du pont Académique.
- le pont de l'Irkout routier, pont routier traversant l'Irkout juste avant sa confluence dans l'Angara, reliant les quartiers nord et sud de la rive gauche de l'Angara. Avant la construction du contournement d'Irkoutsk, il était emprunté par la route fédérale R255.
- le pont de l'Irkout ferroviaire, situé à côté de celui routier, il fut construit une première fois en 1898, puis reconstruit en 1917. Il fait partie du chemin de fer transsibérien[36].

À l’échelle de l’agglomération, il n'existe aucune autre traversée de l'Angara, quelle que soit sa nature. Sur l'Irkout, cependant, il existe un autre pont (ru), construit entre 2009 et 2010 sur le contournement oriental de la ville. La seule autre traversée de l'Angara est le barrage de Bratsk à Bratsk, à quatre cent kilomètres au nord.

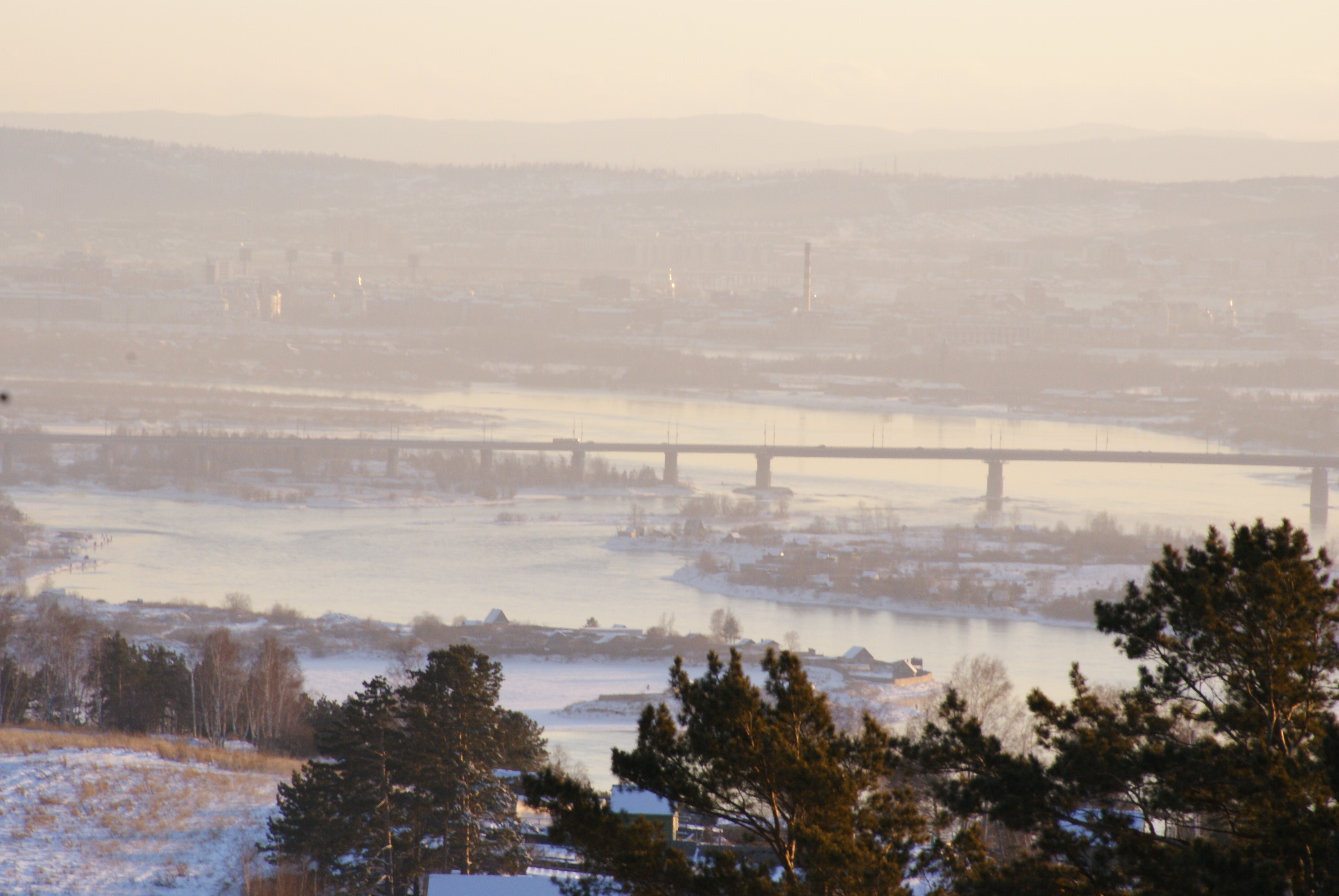
Le pont d'Innocent.
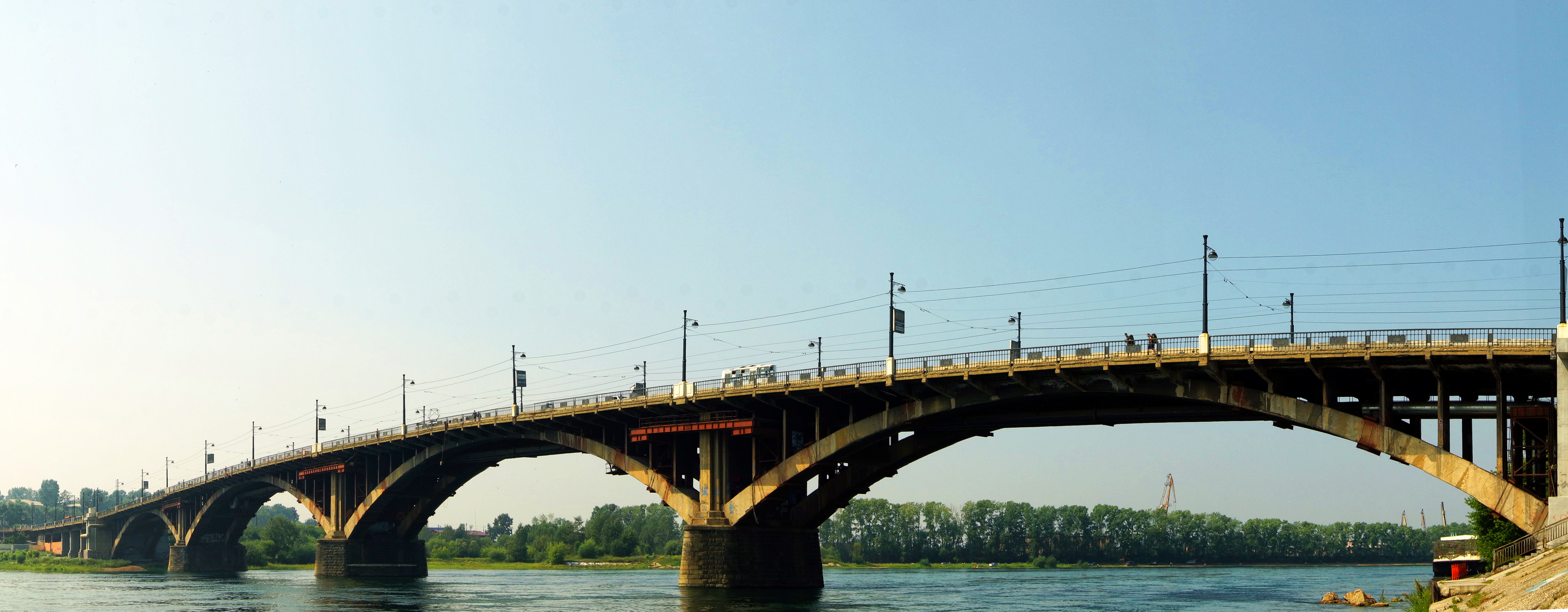
Le pont de Glazkovo.
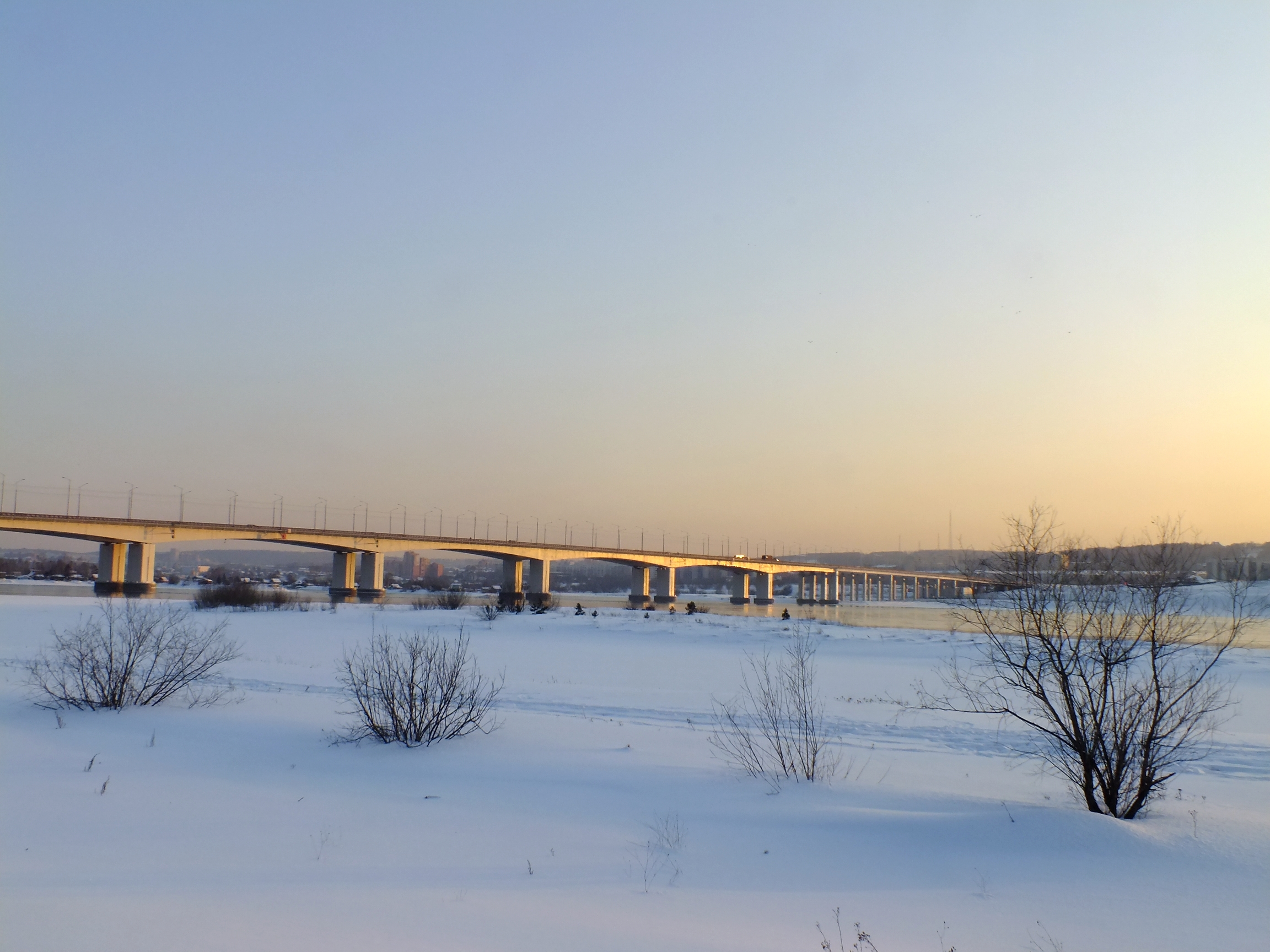
Le pont Académique en hiver.

#### Transports urbains

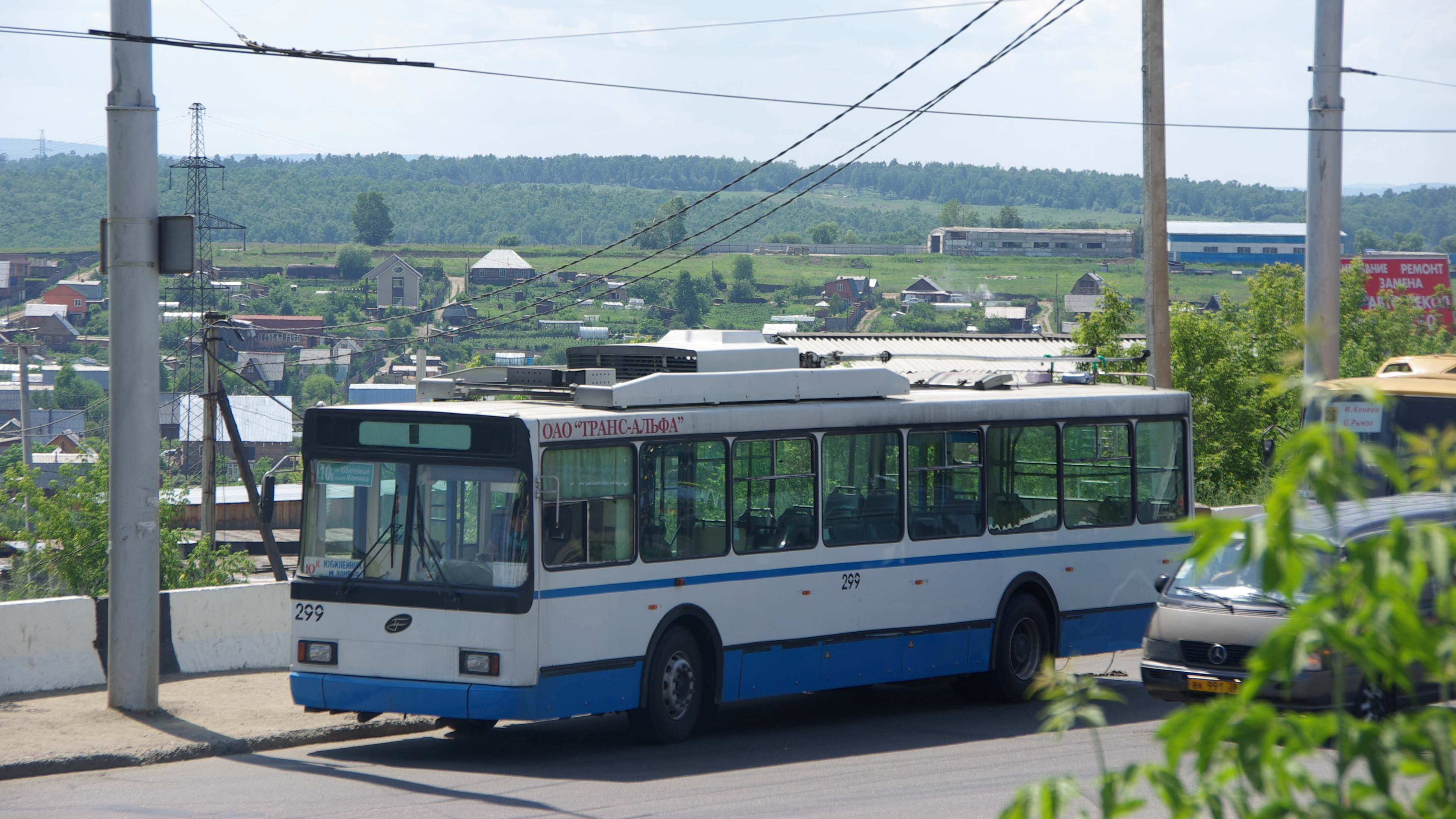
Trolleybus à Siniouchna Gora.

Irkoutsk a souhaité développer son réseau de transport dès la seconde moitié du XIXe siècle, afin de s'aligner sur le modèle européen. La première proposition fut un tramway hippomobile, mais il fut abandonné, jugé trop cher à construire. La seconde qui fut approuvée, fut un tramway électrique, doté de deux lignes, qui devait être achevé en trois ans, mais la révolution russe de 1917 empêcha sa mise en œuvre.
Ce ne fut que le 5 juillet 1945 que la construction du réseau de tramway commença, avec trois itinéraires prévus. Dès le 3 août 1947, un premier itinéraire reliant la Gare au marché central fut ouvert. En faisant appel aux prisonniers, en particulier de guerre, le réseau pu se développer vite. En 1949, la ligne 1 est entièrement inaugurée, et entre 1947 et 1949 inclus, le réseau a déjà transporté 11 millions de personnes. Il se développa jusqu'en 1992, puis une pose se fit sur les extensions, à cause de la crise économique suivant la dislocation de l'URSS.
Le réseau, qui compte déjà alors toutes ces lignes, est rénovée dès 2006, avec d'une part des extensions de lignes, mais aussi le renouvellement du parc automobile, composé alors de vieux modèles soviétiques des années 1940 et 1950. Le réseau a acquis depuis des KTM-19, des 71-608KM , 71-617 et 71-619A, pour la plupart des occasions venant de Moscou. La longueur totale du réseau est de 98,02 kilomètres. Il est composé de 7 lignes et de 100 arrêts.
Quant au trolleybus, il a fait son apparition le 6 novembre 1970, et il est étendu régulièrement, avec la dernière extension remontant à 2020. Il possède onze ligne, 159 arrêts, sa longueur totale est de 97,5 km, et le parc est composé de modèles soviétiques. Il y a des VMZ-170, VMZ-375, des ZIU-682, des LiAZ-5280, des VMZ-5298.01-50 Avangard et d'autres véhicules. Pour le réseau d'autobus, 98 lignes de bus urbain existent dans la ville et ses alentours, avec en 2010 182 autobus, dont 101 autobus de grande capacité et 81 autobus de moyenne capacité.

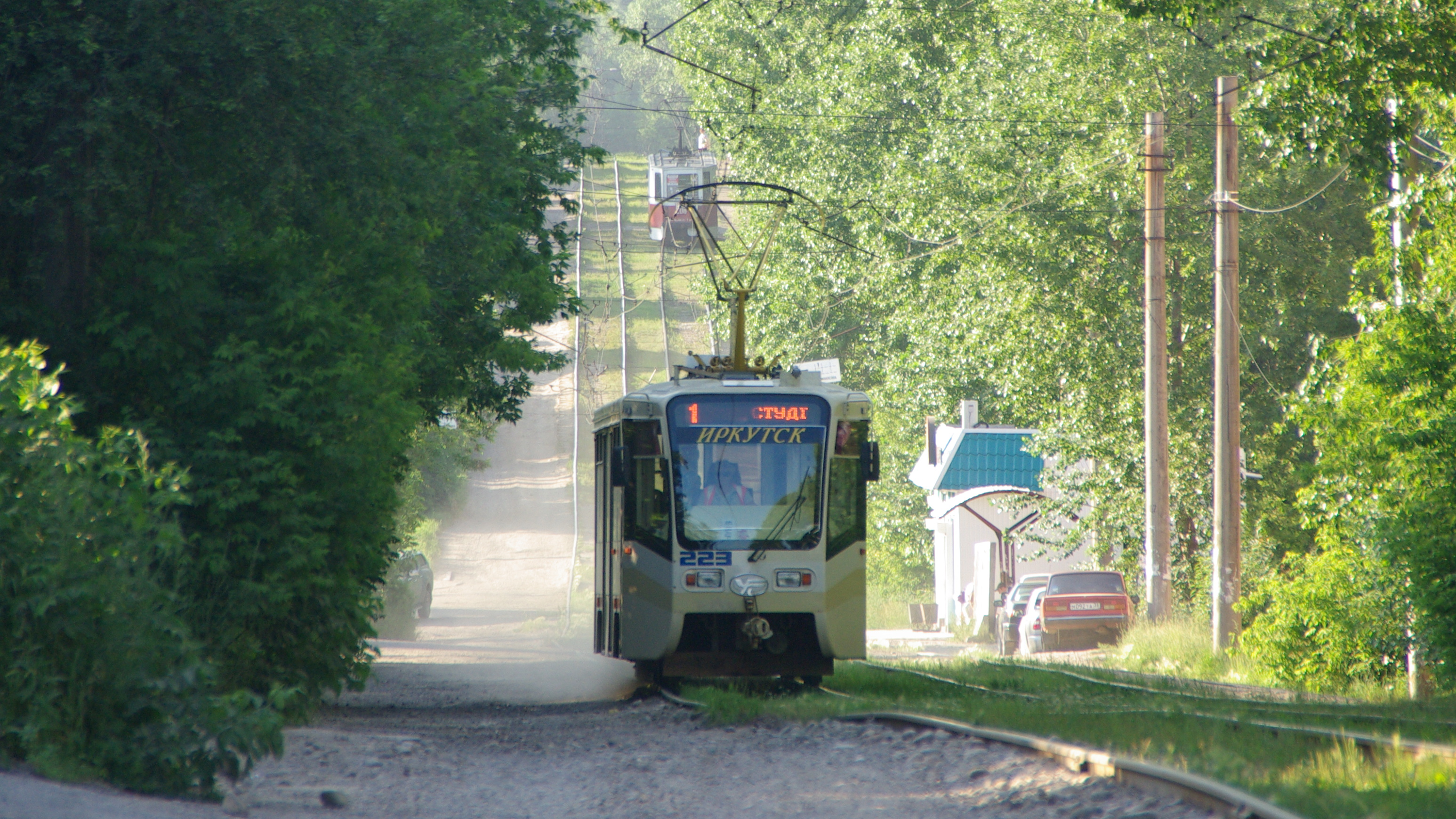
Tramway près de l'arrêt Campus.

Quel que soit le réseau, la vétusté des tramways, des trolleybus et des bus est très importante et inquiétante. La situation est si inquiétante que le journal local irkutskmedia écrit que « Tout va si mal que les députés de la Douma d'Irkoutsk » ont soulevé la question de la destruction du réseau de tramway en le remplaçant par un réseau de trolleybus. Le parc est la principale préoccupation ; au 1er janvier 2022, 50 trolleybus sur les 70 sont usés, soit 68%, et pour les autobus, 140, soit 86%, sont vétustes. Mais le plus haut taux est le tramway, sur les 70 wagons, 64 ont besoin de réparations majeures, soit plus de 90 % du parc.
Le budget de la ville ne peut pas se permettre de renouveler tout le parc, dont le coût serait de 2,09 milliards de roubles pour la période 2024-2026. En conséquence, l'administration d'Irkoutsk ne prévoit plus une augmentation du nombre de véhicules, ni même d'acheter des véhicules d'occasion de Moscou, trop chers. Les voies de tramway nécessitent aussi des réparations, avec un coût de réparation  estimé en 2021 à 100 millions de roubles le kilomètre, pour un réseau de près de 100 kilomètres. Dans tous les cas, l'administration ne souhaite pas la destruction du réseau de tramway, et espère l'allocation de fonds de Moscou.
En 2022, le réseau de tramway et trolleybus combiné a transporté 5 639 400 personnes. En juillet 2022, le tarif du billet est passé de 15 à 25 roubles dans le réseau de transport, mais restant inférieur à la moyenne nationale de 30-35 roubles le voyage. En 2023, la mairie a commandé des KTM-5, avec le premier arrivant début juillet 2023, dans l'optique de rénover le parc.

#### Voies ferrées

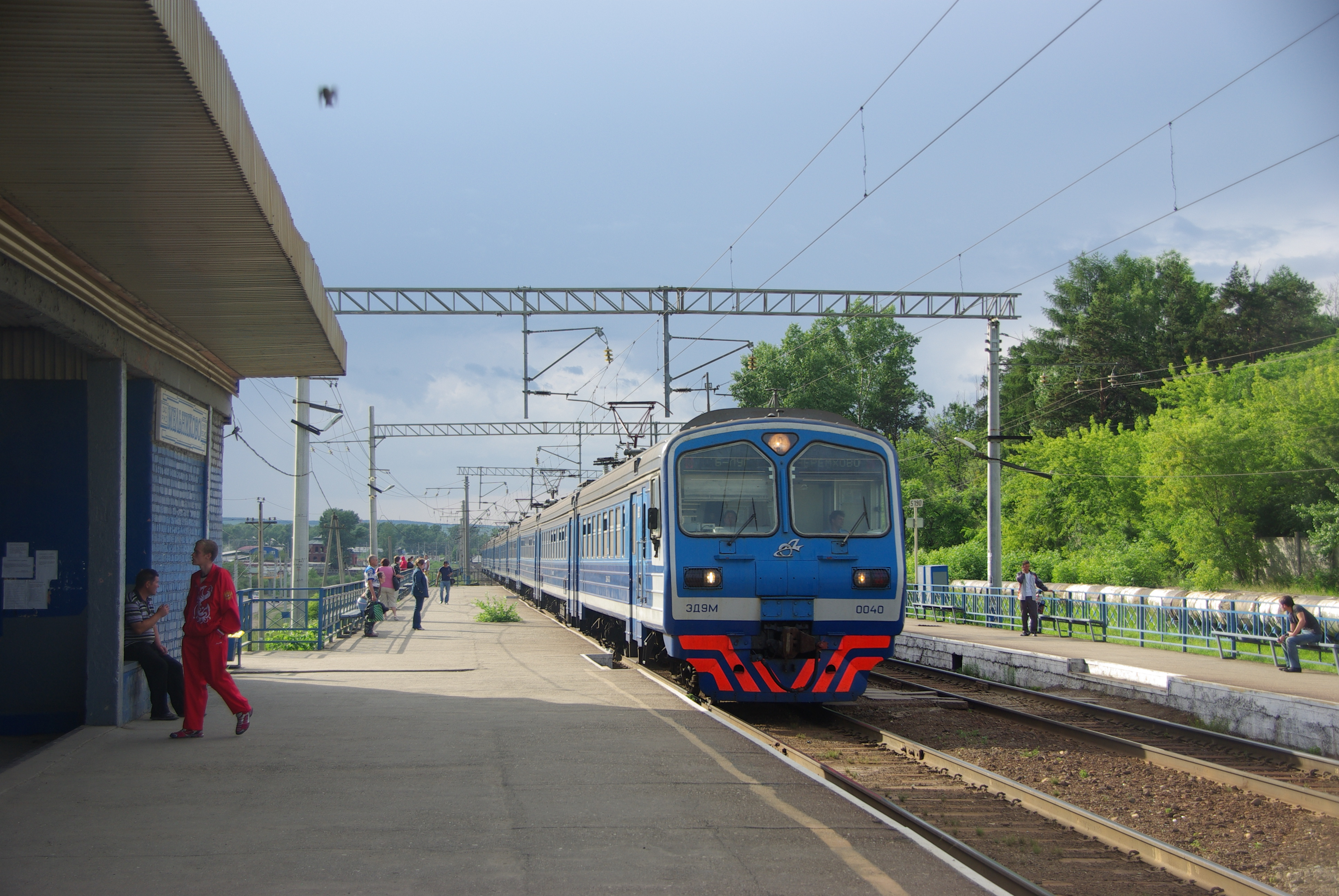
Train des RŽD à la halte de Melnikovo.

La gare d'Irkoutsk-Passajirski, soit littéralement gare d'Irkoutsk-Passager, est la gare principale d'Irkoutsk. Elle se situe sur la rive droite, dans l'arrondissement de Sverdlovsk, sur la ligne du Transsibérien. Plus de 750 000 voyageurs longue distance utilisent la gare chaque année, et le flux suburbain est de 600 000 voyageurs par an. En moyenne, chaque jour, 3 700 passagers utilisent la gare, toutes catégories confondues.
À cause de sa géographie, le trafic ferroviaire est cantonné à la rive gauche de l'Angara. Irkoutsk se situe sur le chemin de fer de transsibérien, et ses différentes gares se trouvent sur cette ligne. Aucune branche ferroviaire n'existe à Irkoutsk. Les gares d'Irkoutsk, sont, dans l'ordre du kilométrage ; la gare de Gorka, la gare de Kompressornaïa, la gare de l'Usine, la gare d'Irkoutsk-Tri (ru), la gare de Voïenny gorodok (ru), la gare du pont sur l'Irkout, la gare d'Irkoutsk-Passajirski, la halte Académique (ru), la halte de Melnikovo (ru) et la gare de Kaïa (ru).
Dans l'agglomération d'Irkoutsk, des gares importantes se trouvent à Chelkhovo, à Angarsk et à Oussolie-Sibirskoïe. La Compagnie de transports de passagers de banlieue du Baïkal (ru) opère dans l'oblast d'Irkoutsk (et en Bouriatie), assurant le transport ferroviaire de banlieue d'Irkoutsk (ru). Des trains régionaux vont dans la direction Moscou à Angarsk, Oussolie-Sibirskoïe, Tcheremkhovo et jusqu'à Zima. Dans la direction Vladivostok, les trains régionaux desservent la gare de Kaïa, Chelkhovo, Koultouk, Slioudianka, Baïkalsk et Vydrino,.

#### Trafic aérien

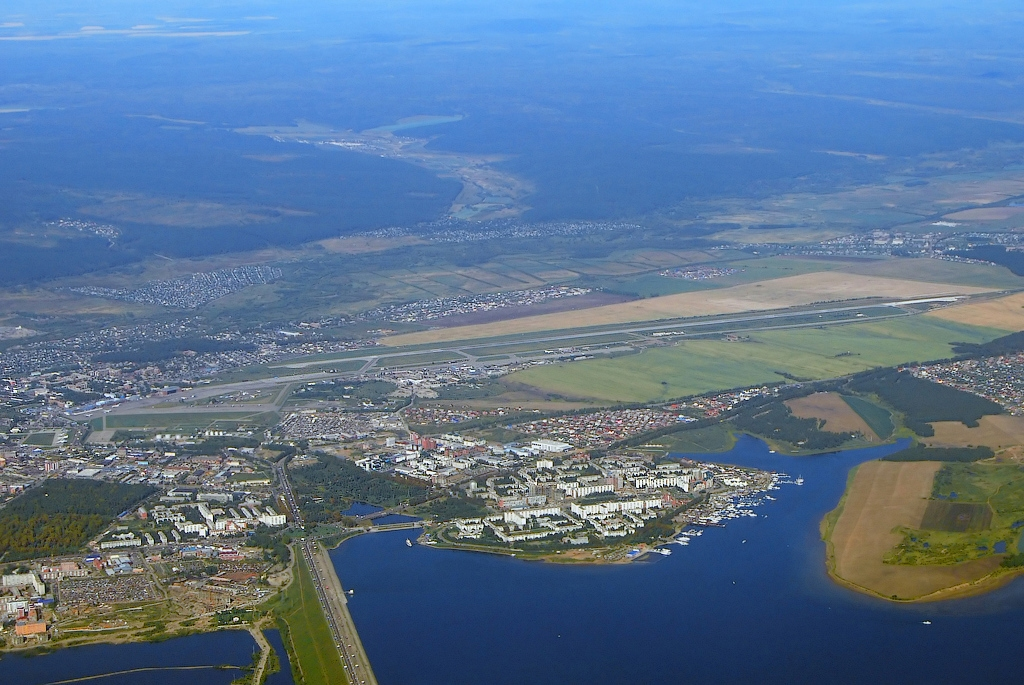
Vue de l'aéroport.

L'aéroport international d'Irkoutsk est situé dans l'arrondissement d'Octobre, dans la partie sud-est de la ville, délimitant entre les parties urbanisées et non-urbanisées de la zone. D'abord localisé à Bokovo en 1925, il s'établit aussi sur l'Angara dès 1928 avec les hydravions. Il gagne son emplacement actuel en 1933, et fut reconstruit entre 1988 et 1989. En 1994, il reçoit le certificat de l'Interstate Aviation Committee lui permettant de devenir un aéroport international. Il dispose de deux terminaux, et appartient au gouvernement de l'oblast d'Irkoutsk.
En 2021, 17 compagnies aériennes opéraient des vols sur plus de 50 routes. Moscou est la principale destination depuis l'aéroport. L'aéroport bénéficie d'être le hub de deux compagnies aériennes ; Angara Airlines, qui opère en Sibérie et IrAero opérant dans la même zone. De plus, elle est un hub régional de S7 Airlines, principale compagnie aérienne de Sibérie.
L'aéroport bénéficie d'être une des portes d'entrées vers le lac Baïkal. En 2019, l'aéroport a vu passer 1,741 million de passagers intérieurs, soit une hausse de 10,4 % par rapport à l'an passé ; ainsi que 722,3 mille voyageurs internationaux, soit une augmentation de 13,5 % par rapport à 2018.
Les vols vers Moscou représentent 45,3 % du trafic de passager, avec 789,4 mille personnes. La deuxième position revient à Novossibirsk, avec 147,2 mille personnes, suivi de Khabarovsk avec 80,4 mille voyageurs, puis Saint-Pétersbourg avec 77,7 mille passagers et enfin Vladivostok avec 73,09 mille voyageurs. Les autres destinations représentaient 32,9 % du total.
Pour les destinations internationales, la principale destination était Pékin, avec 140,1 mille passagers, soit 19,4 % du total ; suivi de Cam Ranh avec 84,1 mille voyageurs, puis Bangkok avec 82,4 mille personnes, Phuket avec 74,5 mille voyageurs et Séoul avec 51,2 mille personnes. Les autres destinations représentaient 40,1 % du total.

### Risques majeurs

#### Risque sismique
Irkoutsk se situe près de la plate-forme sibérienne, un craton très ancien qui se situe au cœur de l'actuelle Sibérie, mais qui ne produit que très peu de tremblements de terre. En revanche, la ville se situe près d'une faille tectonique très active, le rift du Baïkal. Le rift, qui est un ensemble de failles continentales sur plus de 2000 kilomètres de long, se situe à la jonction de la plaque eurasiatique et de la plaque de l'Amour, cette dernière une plaque secondaire. Outre le rift Baïkal, les monts Saïan peuvent aussi générer des tremblements de terre.
La ville est classée dans une zone où les tremblements de terre peuvent monter jusqu'à une intensité de VII selon l'échelle Medvedev-Sponheuer-Karnik. Les séismes supérieurs à huit sont peu probables, car les épicentres, dans le rift ou les monts, se situent à une distance assez relative de la ville. Il y a cependant une faille, la faille tectonique de l'Angara, qui passe sous la ville en direction nord-ouest (suivant le lit de l'Angara), mais elle n'est pas une source de séismes majeurs.
Même si les tremblements de terre ne sont pas de grande intensité, la ville en est régulièrement touchée. En moyenne, chaque année, 304 tremblements de terre jusqu'à 4 sur l'échelle de Richter, et un séisme de 6 sur cette même échelle touche la ville en moyenne tous les quinze ans. Le plus fort tsunami fut en 1862, lors du tremblement de terre du Baïkal (ru), où l'épicentre avait une magnitude 7,5 Mw. Lors de ce séisme de terre, la chronique d'Irkoutsk écrivit :  « À 02 heures dans l'après-midi du 18, il y a eu un fort tremblement de terre qui a duré deux minutes. Tous les bâtiments de la ville tremblaient et s'entrechoquaient, les cloches sonnaient d'elles-mêmes dans toutes les églises, les gens ne pouvaient pas rester debout. Sur les rivières Angara et Ouchakivka, il y avait un bruit fort et un crépitement de la glace qui se brisait. ». Dans le Baïkal, il y eut un raz-de-marée de 2 mètres, mais il fut bien plus petit à Irkoutsk, grâce à la distance et à la glace, ne causant que des dégâts mineurs. Ce fut surtout des croix qui tombèrent, et la glace qui s'est fissurée, alors que c'était début janvier.
Aucune victime n'est connue de tremblements de terre à Irkoutsk. Sur l'échelle de Medvedev, des séismes d'intensité de 5 à 7 ont été enregistrés à Irkoutsk en 1903, 1905, 1950, 1957, 1959, 1967, 1995 et 1999. Le 27 août 2008, un séisme (ru) de 6,3 M w  se produisit dans le lac Baïkal, mais il ne fit pratiquement aucun dégât. En 2020, un séisme (ru) eut lieu, de 5,5 M w, mais à part des fissures, aucun dégât ne fut relevé dans la ville,. La ville est équipée d'infrastructures antisismiques, en particulier son barrage, conçu pour résister jusqu'à un séisme de magnitude 8 sur l'échelle de Richter.

#### Risque d'inondations
Les risques d'inondations sont peu présents, mais s'ils doivent arriver, ils seront potentiellement catastrophiques. La ville possède depuis les années 1950 un barrage, le barrage d'Irkoutsk, qui, en plus de fournir de l'électricité, permet de réguler les crues de l'Angara.

##### Inondations par le passé

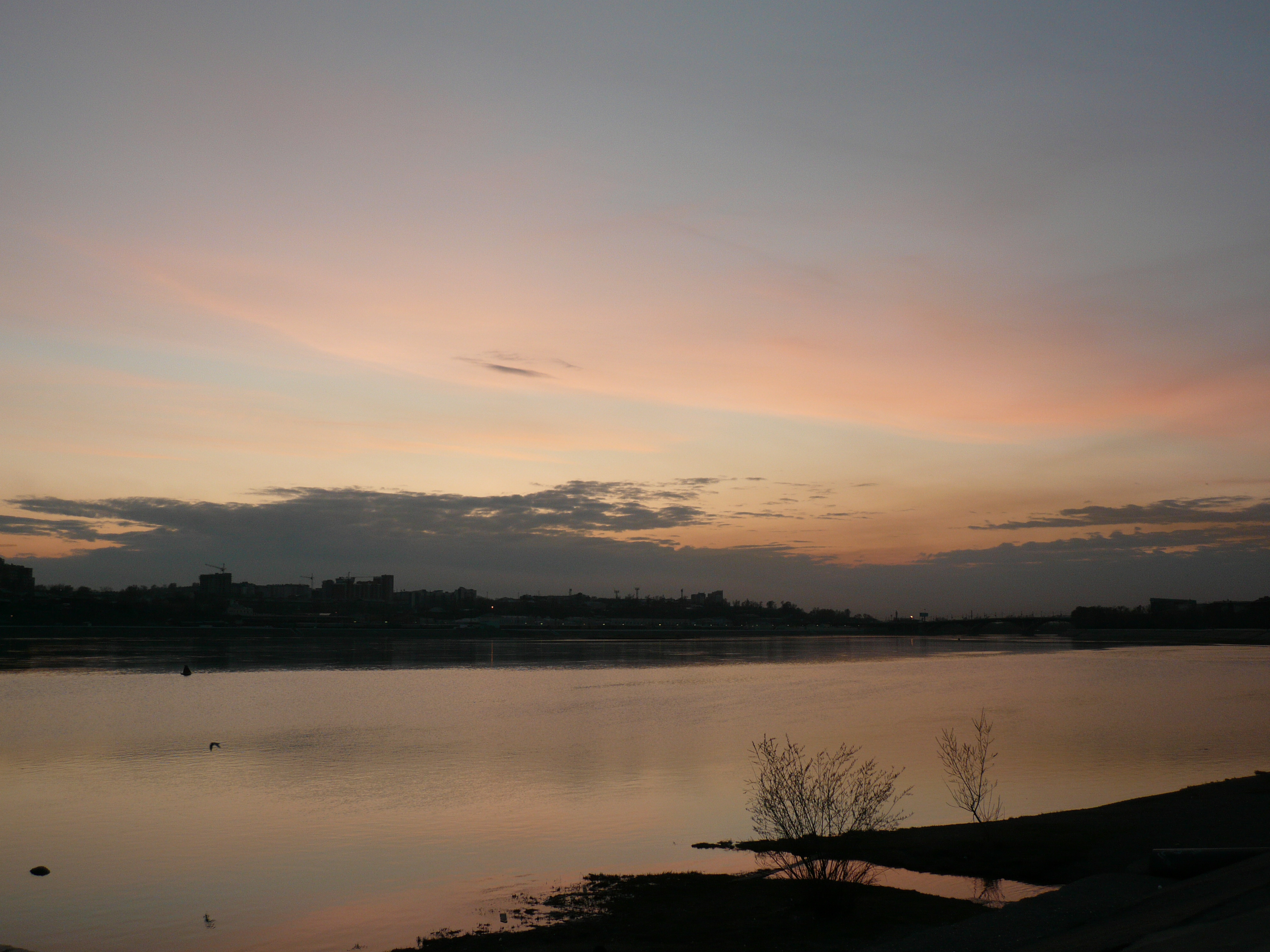
L'Angara à Irkoutsk.

En effet, avant la construction de la centrale hydroélectrique, le débit de l'Angara n'était pas dépendant de la fonte des neiges, mais plutôt dans la température des gorges de l'Angara. Dans cette section, d'importantes masses d'eau viennent des profondeurs du Baïkal, faisant que le gel est très tardif, vers début janvier. Mais lorsque les températures de janvier chutaient brutalement, on assistait à une formation très rapide de Shuga et de glace en crêpe, gonflant d'un coup le niveau de la rivière, et la faisant ainsi déborder. Les exemples les plus importants furent les inondations de janvier 1870, 1900, 1939 et 1952, qui se produisirent lorsque les températures chutèrent d'un coup à −30 – −40 °C, conduisant à d'importantes inondations d'Irkoutsk.
La plus importante inondation d'Irkoutsk fut l'inondation d'Irkoutsk de janvier 1870. Dans la nuit du 5 janvier, après une semaine de fortes gelées au début de l'Angara, l'onde d'eau avait atteint Irkoutsk. Lorsque l'aube arriva, l'eau déborda le long des rues côtières, en transportant de la glace. En quelques heures, la ville historique fut entièrement inondée, montant dans les endroits les moins hauts jusqu'au premier étage. Les gens durent fuir tandis que les animaux furent condamnés à geler.
En 1900, la même situation se produisit. Pour éviter la répétition de la catastrophe une nouvelle fois, une fortification faite de neige fut érigée chaque année de la Maison-Blanche au pont flottant sur l'Angara (aujourd'hui remplacé par le pont de Glazkovo). Cette fortification, ressemblant à un remblai de chemin de fer en blanc, fut érigée chaque année, avec des tonnes de neige apportées de toute la ville. Mais en 1939, l'Angara a dépassé de six mètres son niveau de la normale, menaçant d'inonder la ville. Sur 16 kilomètres, un remblai haut de 5 mètres (sa base située plus haute que la rivière) a été construit afin d'éviter une nouvelle inondation meurtrière.
La dernière grande inondation eut lieu en janvier 1952, alors que le barrage était déjà en construction depuis deux ans. Après des gelées soudaines de plus de −40 °C, le niveau de l'eau monta rapidement, surpassant le niveau du remblai de neige et inondant ainsi une grande partie du centre-ville.

##### Menaces actuelles

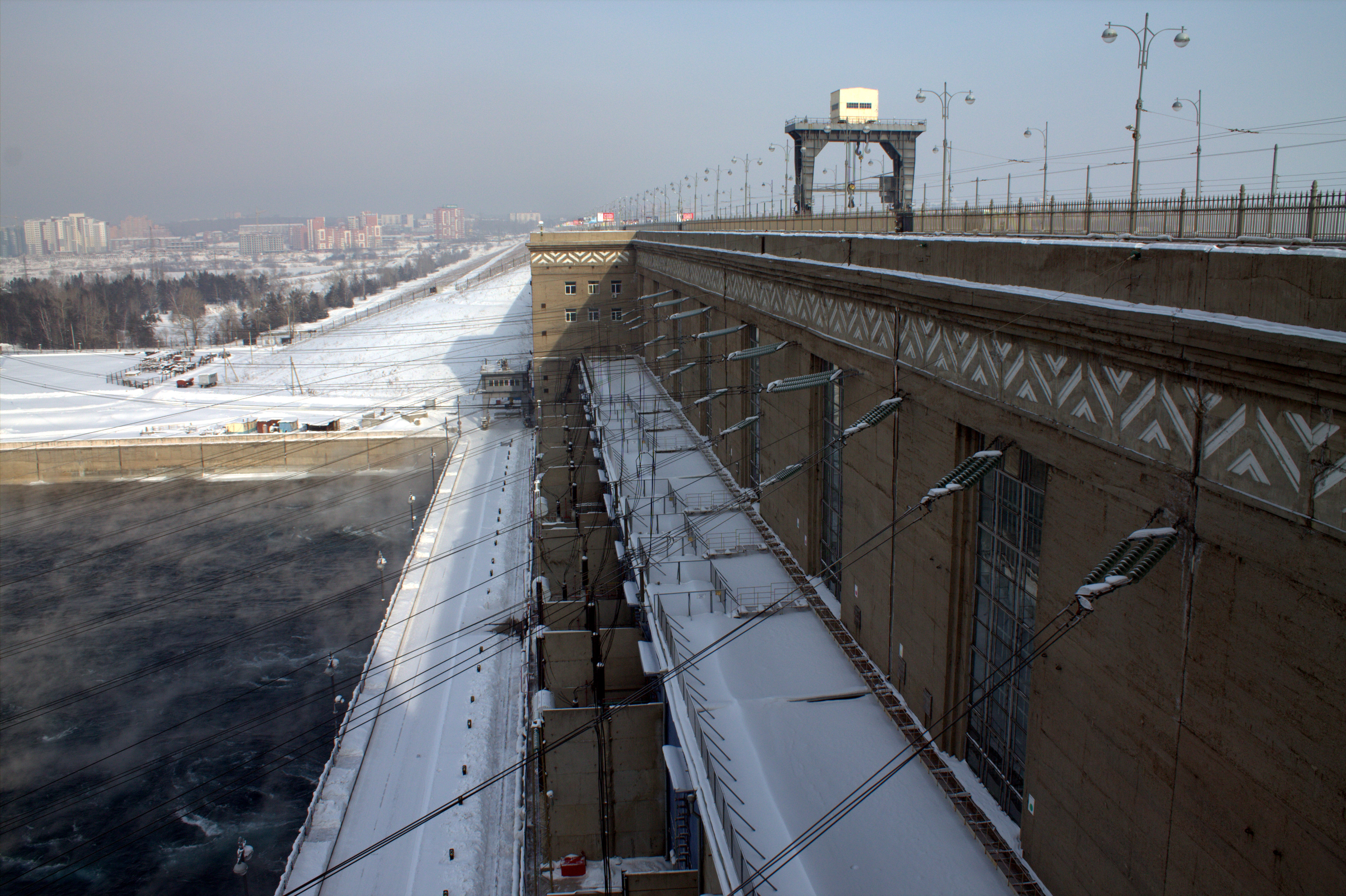
Barrage d'Irkoutsk.

Aujourd'hui, le risque d'inondation est bien moins important, étant donné que le barrage permet d'éviter la hausse importante et rapide de l'eau sur l'Angara lors des gelées. Pourtant, le risque est toujours présent, à cause du barrage d'Irkoutsk, s'il venait à rompre, quel qu'en soit la raison. La rivière Irkout, certes non régulée, ne met pas en danger, car elle n'a pas les mêmes caractéristiques que l'Angara d'avant le barrage et par son débit relativement faible.
Avec la création du barrage a été formé un réservoir, le réservoir d'Irkoutsk (ru), qui a fait augmenter le niveau du lac Baïkal d'1,46 m. Le volume du réservoir est de 23 615,39 km3, et son altitude de 456–457 m, alors que l'altitude d'Irkoutsk est de 437 m, soit une différence de 20 mètres entre la ville et la surface du réservoir.
En cas de rupture du barrage, la zone d'inondation s'étalerait jusqu'à 25 kilomètres en aval, englobant de nombreuses localités. La superficie de la zone inondée sera de 129,12 km2. Tout le centre historique d'Irkoutsk sera inondé, le quartier de Rabotcheïé, les quartiers de Silvanikha, de Melnikovo, de Gorki, de Jilkino, etc. Toutes ces zones citées seront d'ailleurs celles les plus inondées, avec plus de 3 mètres d'eau. En revanche, Pervomaïski etAkademgorodok, quartier situés proche du barrage mais sur une colline, seront épargnés tout comme les zones autour de l'aéroport et celles d'Iskra. Un projet de zones inondables a été approuvé en juin 2022.

## Histoire

### Tsarat puis Empire russe

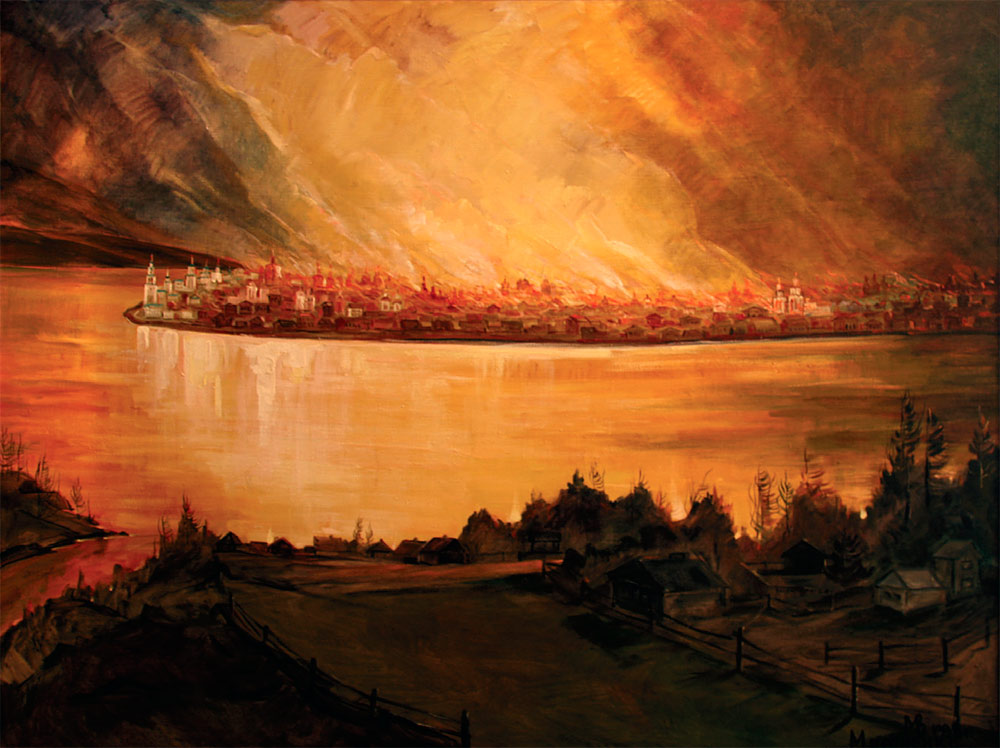
Incendie d'Irkoutsk en 1879, par Dmitri Romanov, 1913.

En 1652, Iakov Pokhabov (ru) établit un comptoir pour la traite des fourrures avec les Bouriates. Les Cosaques s'y installent et Irkoutsk acquiert le statut de ville en 1686. La cité s'épanouit grâce à l'exportation de l'or, de l'ivoire de mammouth et de la zibeline vers la Chine. Au XIXe siècle, les fortunes se bâtissent rapidement grâce aux mines d'or qui attirent les pionniers. Dans ce Far East, qui n'est pas encore relié au reste du pays par le Transsibérien, criminalité et violence sont le lot quotidien des habitants. Tavernes et cabarets attirent les mineurs et les marchands.
Le pouvoir tsariste envoie des prisonniers et les opposants politiques dans la région afin d'exploiter les gisements de fer : les artistes, officiers et aristocrates décabristes se retrouvent exilés à Irkoutsk et voulurent en faire un foyer culturel majeur. Un incendie du 4 au 6 juillet 1879 réduit en cendres la plus grande partie de la ville qui comptait alors près de 33 000 personnes. Le gouverneur oblige alors les habitants à rebâtir leurs maisons en pierre.

### Période soviétique
Pendant la guerre civile qui suivit la Révolution russe de 1917, la région d'Irkoutsk fut le théâtre de sanglants combats entre les Blancs et les Rouges. En 1920, Alexandre Koltchak, le commandant du plus grand contingent de forces anti-bolcheviques, y fut emprisonné puis exécuté, ce qui anéantit la résistance.

### Depuis 1991
Le centre historique de la ville est inscrit sur la liste indicative au patrimoine mondial de l'Unesco depuis 1998.

## Politique et administration

### Administration
De sa fondation à 1787, la ville était sous le direct contrôle du raziad de Tobolsk (ru) puis du gouvernement de Sibérie, avec comme capitale la ville de Tobolsk. Mais en 1787, par décret du Sénat dirigeant, la ville se dote d'une douma municipale (ru) pour les commerçants et mechtchanstvo (ru), les habitants nobles de la ville. Avec la réforme de la ville d'Alexandre II (ru), la douma de classe est dissoute, et à la place, c'est la qualification de propriété qui s'impose pour y être élu, tandis que le suffrage s'ouvre un peu, sans toutefois devenir universel. Un conseil municipal est instauré en parallèle, devenant l'organe exécutif de la douma.

Après la révolution de février, les réunions de révolutionnaires du POSDR se tinrent dans le bâtiment de la douma municipale, et le 4 juin 1917, ils proclamèrent le transfert de pouvoir aux parti ouvrier social-démocrate de Russie. Après la révolution d'Octobre, la ville est prise lors des batailles de décembre 1917 (ru), seconde ville avec le plus de morts lors de la prise de pouvoir des Bolcheviks, seulement devancée par Moscou (en) . Le 2 mai 1918, la douma municipale est dissoute, puis réinstallée lorsque la ville repasse aux mains des Armées blanches en été de la même année avec le gouvernement provisoire de la Sibérie autonome. Après la déroute des Armées blanches et la reprise des villes aux mains des Bolcheviks, elle est dissoute le 20 février 1920.

Douma municipale depuis 2019.

Peu après, un conseil municipal (selsoviet) des députés ouvriers et de l'Armée rouge d'Irkoutsk est installé par les nouveaux arrivants, avec un comité exécutif et son président. À partir de 1932, le parti communiste de l'Union soviétique se dote d'un organe partisan pour Irkoutsk, le comité municipal du PCUS.
Après la dislocation de l'URSS, le 13 janvier 1992, Boris Eltsine nomma les chefs des principales villes de Russie, en plaçant soit ses alliés ou en prenant les dirigeants des villes qui étaient alors en place. Pour Irkoutsk, ce fut le chef actuel qui fut gardé, Boris Govorine. À partir de 1994, le titre de maire remplace le titre de chef, tandis que la douma municipale élue est réinstaurée comme l'organe législatif. Jusqu'au 7 mars 2015, le maire est élu au suffrage universel, mais après réforme, c'est désormais la douma municipale qui est le mandant.

#### Liste des maires
| Période         | Période                       | Identité                               | Étiquette    | Qualité                                                  |
| --------------- | ----------------------------- | -------------------------------------- | ------------ | -------------------------------------------------------- |
| 27 mars 1994    | 21 août 1997                  | Boris Govorine (ru)                    | SE           | Mécanicien automobile, soldat, puis Conseiller municipal |
| 3 novembre 1997 | 30 octobre 2009               | Vladimir Viktorovitch Iakoubovski (ru) | Russie unie  | Ingénieur puis député de l'oblast                        |
| 30 octobre 2009 | 26 mars 2010                  | Andreï Nikolaïevitch Labyguine (ru)    | Russie unie  | Juriste puis président de la douma d'Irkoutsk            |
| 26 mars 2010    | 26 mars 2015                  | Viktor Krondrachov (ru)                | Russie unie, | Cheminot puis député de l'oblast                         |
| 26 mars 2015    | 17 mars 2020                  | Dmitri Berdnikov (ru)                  | Russie unie  | Footballeur, joueur de hockey sur glace                  |
| 17 mars 2020    | En cours (au 14 juillet 2023) | Rouslan Bolotov (ru)                   | Russie unie  | Militaire, chef de Chelekhov                             |

### Résultats électoraux
| Scrutin             | 1er tour | 1er tour | 1er tour | 1er tour | 1er tour | 1er tour | 1er tour | 1er tour | 1er tour | 1er tour | 1er tour | 1er tour | 2d tour                  | 2d tour                  | 2d tour                  | 2d tour                  | 2d tour                  | 2d tour                  | 2d tour                  | 2d tour                  | 2d tour                  | 2d tour                  |
| Scrutin             | 1er      | 1er      | %        | 2e       | 2e       | %        | 3e       | 3e       | %        | 4e       | 4e       | %        | 1er                      | 1er                      | %                        | 2e                       | 2e                       | %                        | 3e                       | %                        | 4e                       | %                        |
| ------------------- | -------- | -------- | -------- | -------- | -------- | -------- | -------- | -------- | -------- | -------- | -------- | -------- | ------------------------ | ------------------------ | ------------------------ | ------------------------ | ------------------------ | ------------------------ | ------------------------ | ------------------------ | ------------------------ | ------------------------ |
| Présidentielle 2012 |          | ER       | 50,77    |          | KPRF     | 23,31    |          | SE       | 14,20    |          | LDPR     | 7,12     | Victoire au premier tour | Victoire au premier tour | Victoire au premier tour | Victoire au premier tour | Victoire au premier tour | Victoire au premier tour | Victoire au premier tour | Victoire au premier tour | Victoire au premier tour | Victoire au premier tour |
| Gouvernorale 2015,  |          | KPRF     | 56,80    |          | SE       | 24,19    |          | SRZP     | 7,71     |          | LDPR     | 4,69     |                          | KPRF                     | 60,10                    |                          | SE                       | 21,15                    |                          |                          |                          |                          |
| Législatives 2016   |          | ER       | 38,78    |          | KPRF     | 27,37    |          | LDPR     | 12,54    |          | SRZP     | 6,67     | Tour unique              | Tour unique              | Tour unique              | Tour unique              | Tour unique              | Tour unique              | Tour unique              | Tour unique              | Tour unique              | Tour unique              |
| Présidentielle 2018 |          | ER       | 72,47    |          | KPRF     | 16,46    |          | LDPR     | 4,93     |          | GRANI    | 2,03     | Victoire au premier tour | Victoire au premier tour | Victoire au premier tour | Victoire au premier tour | Victoire au premier tour | Victoire au premier tour | Victoire au premier tour | Victoire au premier tour | Victoire au premier tour | Victoire au premier tour |
| Législatives 2021   |          | ER       | 35,53    |          | KPRF     | 29,74    |          | LDPR     | 21,00    |          | NL       | 10,10    | Tour unique              | Tour unique              | Tour unique              | Tour unique              | Tour unique              | Tour unique              | Tour unique              | Tour unique              | Tour unique              | Tour unique              |

### Subdivisions
D'un point de vue régionale, la ville est divisée en cinq raïons, mais qui n'ont aujourd'hui presque plus aucune valeur. De fait, il y a quatre arrondissements administratifs (en russe : Административные округа, administrativinié okrouga) d'Irkoutsk, qui n'ont ni chef ni douma à part, mais seulement un tribunal différent, servant surtout pour les divisions des services municipaux (police, santé, éducation) sont les suivant :

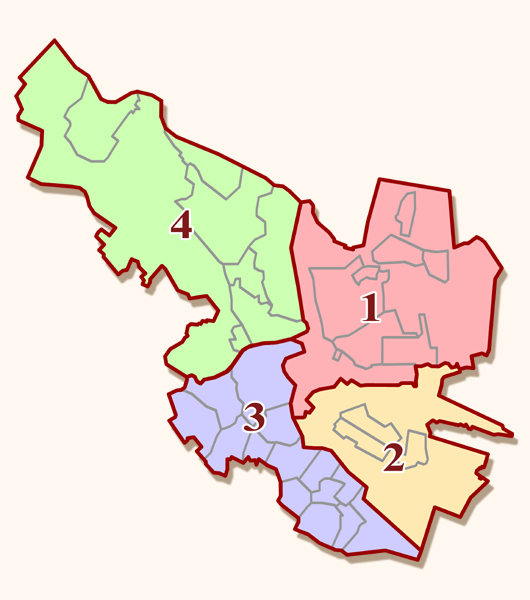
Carte des arrondissements

1. arrondissement de la Rive droite (110 759 habitants en 2021), qui fut formé en 1996 par la fusion des arrondissements de Kirov et de Kouïbychev. Il tient son nom de sa situation géographe, Pravoberejni signifiant « de la rive droite ». Il contient le centre historique de la ville, avec les bâtiments administratifs de la ville et l'oblast, ainsi que de grandes zones commerciales. Outre le centre historique, on trouve les quartiers de Marat, de Rabotcheïé, de Radichtchevo et la zone industrielle de Marat. Sa superficie est de 98,30 km2[83].
2. arrondissement d'Octobre (149 469 habitants en 2021) , créé en 1941; est une grande zone résidentielle, aussi située sur la partie orientale d'Irkoutsk avec l'arrondissement Pravoberejni. Il possède aussi l'aéroport international d'Irkoutsk et le pôle industriel de l'Est. Il tient son nom de la révolution d'Octobre. Sa superficie est de 33,13 km2[83].
3. arrondissement de Sverdlovsk (202 231 habitants en 2021) , situé dans le sud-ouest d'Irkoutsk, est l'arrondissement le plus peuplé. Il possède les quartiers de Glazkovo et de Stougorodok (litt. « village des étudiants ») dans sa partie nord. Il possède aussi les quartiers d'Akademgorodok, Primorski, Ioubileïni, Ioujni dans sa partie centrale. Dans sa partie méridionale se trouve l'ancien village d'Energuetikov, le quartier de la centrale hydroélectrique. Dans sa partie ouest se trouve Pervomaïski, de l'Université, de Siniouchina Gora et la zone industrielle de Melnikov. C'est l'arrondissement qui possède la gare, la principale centrale thermique de la ville ainsi que son barrage. Sa superficie est de 44,75 km2[83].
4. arrondissement de Lénine (154 805 habitants en 2021) , constitué en 1920, est le plus grand, faisant le tiers de la ville. Il est cependant le moins dense, et possède la gare d'Irkoutsk-tri, et les zones industrielles du Nord et de Jilkino. Sa superficie est de 101,17 km2[83].

## Population et société

### Démographie
Recensements (*) ou estimations de la population,,:
| 1673 | 1681 | 1698  | 1722*   | 1775  | 1791  | 1823   | 1824   |
| ---- | ---- | ----- | ------- | ----- | ----- | ------ | ------ |
| 25 † | 71 † | 260 † | 3 447 † | 4 175 | 9 522 | 15 123 | 15 646 |

| 1836 * | 1858*  | 1863   | 1864   | 1872   | 1875*  | 1879*  | 1880   |
| ------ | ------ | ------ | ------ | ------ | ------ | ------ | ------ |
| 19 569 | 18 808 | 28 009 | 26 597 | 32 246 | 32 321 | 33 800 | 33 870 |

| 1884*  | 1888   | 1892   | 1897*  | 1904   | 1908   | 1912    | 1915    |
| ------ | ------ | ------ | ------ | ------ | ------ | ------- | ------- |
| 36 117 | 47 407 | 50 567 | 51 473 | 74 748 | 91 117 | 131 920 | 134 304 |

| 1916    | 1923   | 1926*  | 1939*   | 1959*   | 1970*   | 1979*   | 1989*   |
| ------- | ------ | ------ | ------- | ------- | ------- | ------- | ------- |
| 106 346 | 87 600 | 98 400 | 250 181 | 365 893 | 450 941 | 549 787 | 626 135 |

| 2002*   | 2006    | 2010*   | 2012    | 2013    | 2014    | 2015    | 2016    |
| ------- | ------- | ------- | ------- | ------- | ------- | ------- | ------- |
| 593 604 | 578 073 | 587 891 | 597 846 | 606 137 | 612 973 | 620 099 | 623 424 |

| 2017    | 2018    | 2019    | 2020    | 2021*   | 2023    | - | - |
| ------- | ------- | ------- | ------- | ------- | ------- | - | - |
| 623 736 | 623 869 | 623 479 | 623 562 | 617 264 | 611 215 | - | - |

### Sports
La ville abritait de 1957 à 2008 le club de football du Zvezda Irkoutsk. Une deuxième équipe apparaît à partir de 2001, le Zénith Irkoutsk, suivie d'une troisième qui se forme peu après la disparition du Zvezda en 2009, le Baïkal Irkoutsk. Tous ont évolué au niveau professionnel au sein des championnats russes.

## Économie

### Généralités

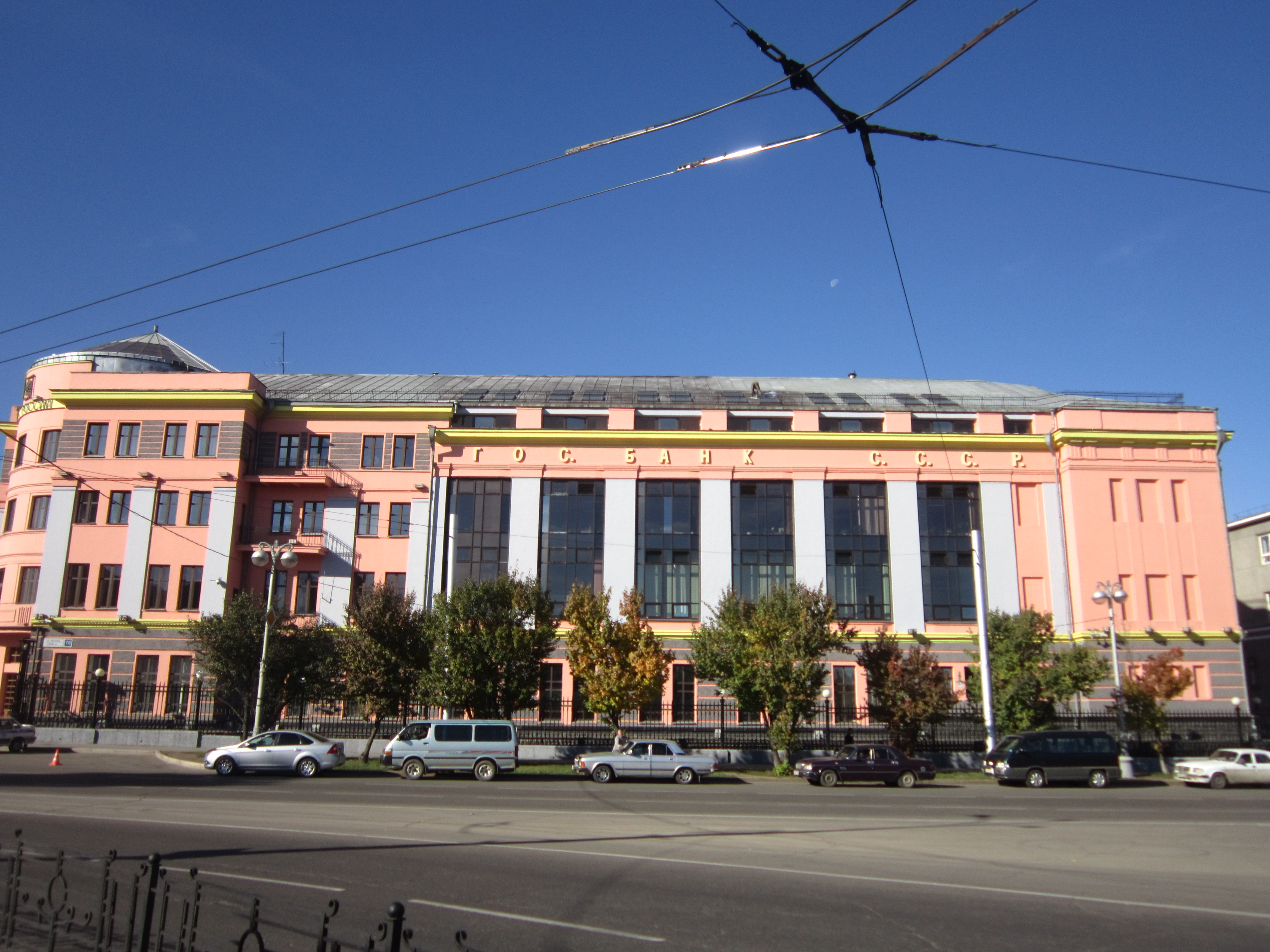
Succursale d'Irkoutsk de la banque de Russie.

Grâce à son emplacement géographique, Irkoutsk a toujours été depuis sa fondation un lieu de passage pour les biens et les personnes entre la Russie européenne et l'Extrême-Orient. Proche du centre de la ligne transsibérienne, la ville se situe au carrefour entre le fleuve Angara, émissaire du Baïkal, la plaine d'Irkoutsk-Tcheremekhovo, et la plaine de Bouriatie-Oust-Orda en direction du bassin de la Léna. Son emplacement a favorisé les échanges par voie fluviale et par voie terrestre. Comme dans toute grande ville, le secteur tertiaire est le secteur d'activité prédominant, même si l'industrie représente une part très importante de son économie grâce aux ressources naturelles de l'oblast. La ville accueille les sièges sociaux de plusieurs grandes compagnies, dont Irkutskenergo, Vostsibugol (ru), Irkutsk Oil Company, le bureau principal de la Banque Baïkal de la Sberbank et les Chemins de fer de Sibérie orientale. Le centre de recherche Irkguiremet (ru), spécialisé dans l'extraction et le traitement des minéraux a élu domicile, et l'entreprise aéronautique Irkout y est localisé, qui produit notamment l’avion de ligne moyen-courrier MC-21.
D'après la mairie de la ville d'Irkoutsk, le salaire mensuel moyen était de 42 988,9 roubles/personne en 2017. Le taux de chômage était lui de seulement 0,4 %. Le nombre moyen d'employés dans les entreprises était cette année-là de 224,5 personnes.
| Répartition | 2021 (milliers de roubles) | %     |
| --- | -------------------------- | ----- |
| Agriculture, foresterie, chasse, pêche et pisciculture                                                                                             | 517,8                      | 0,12  |
| Exploitation minière | 3969,5                     | 0,89  |
| Industries manufacturières | 72895,9                    | 16,41 |
| Fourniture d'électricité, de gaz et de vapeur; climatisation                                                                                       | 27704,5                    | 6,24  |
| Approvisionnement en eau; évacuation de l'eau, organisation de la collecte et de l'élimination des déchets, activités de lutte contre la pollution | 5153                       | 1,16  |
| Construction | 7209,1                     | 1,62  |
| Commerce de gros et de détail; réparation de véhicules et de motos                                                                                 | 209671,9                   | 47,19 |
| Transport et stockage | 41392,4                    | 9,32  |
| Hôtellerie et restauration | 2926,9                     | 0,66  |
| Information et communications | 21758,5                    | 4,90  |
| Activités immobilières | 1889,9                     | 0,43  |
| Activités professionnelles, scientifiques et techniques                                                                                            | 13958,8                    | 3,14  |
| Activités administratives et services complémentaires associés                                                                                     | 7843,8                     | 1,77  |
| Administration publique et armée ; sécurité sociale                                                                                                | 430,7                      | 0,10  |
| Éducation | 5920,7                     | 1,33  |
| Services de santé et services sociaux | 19667,9                    | 4,43  |
| Activités culturelles, sportives, de loisirs et de divertissement                                                                                  | 730,4                      | 0,16  |
| Prestation d'autres types de services | 691,3                      | 0,16  |
| Total | 444 332,9                  | 100   |

### Revenus de la population et fiscalité
En 2018, le salaire moyen s'élevait à 40 465,5 roubles par an.

### Emploi
Le taux de chômage était de 0,4 % en 2017, soit légèrement plus que la moyenne nationale.

## Culture locale et patrimoine

### Lieux et monuments
Irkoutsk comptait au 30 décembre 2021 560 objets patrimoniaux culturels, qu'ils soient d'importance, régionale, ou fédérale, ainsi que 47 sites archéologiques classés selon le gouvernement de l'oblast d'Irkoutsk. Le centre historique comptait l'essentiel de tous les sites. Parmi tous les sites, 88 avaient le statut d'objets patrimoniaux culturels d'importance fédérale en 2023 selon le ministère de la Culture de la fédération de Russie.

#### Architecture

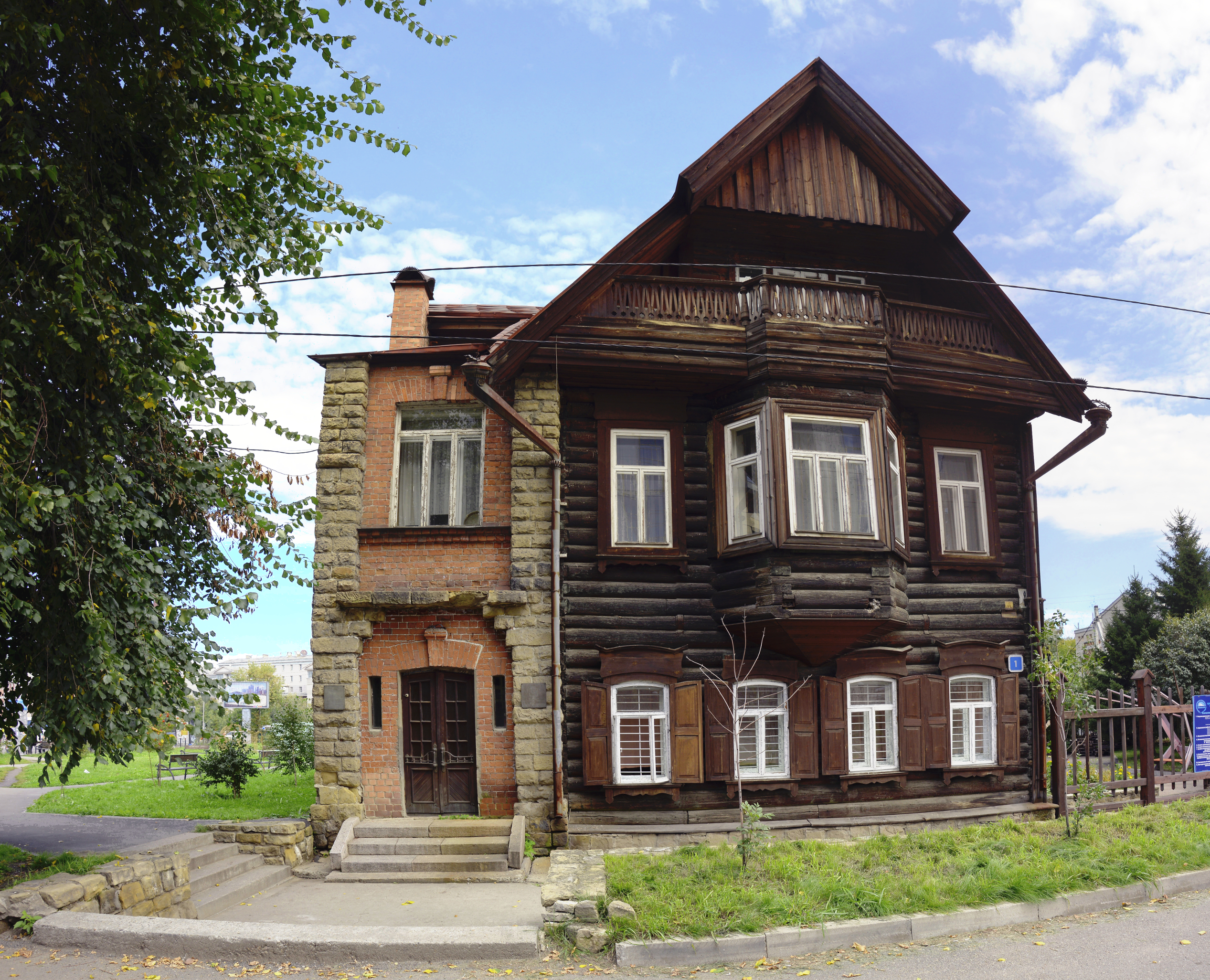
Maison néerlandaise dans le centre historique.

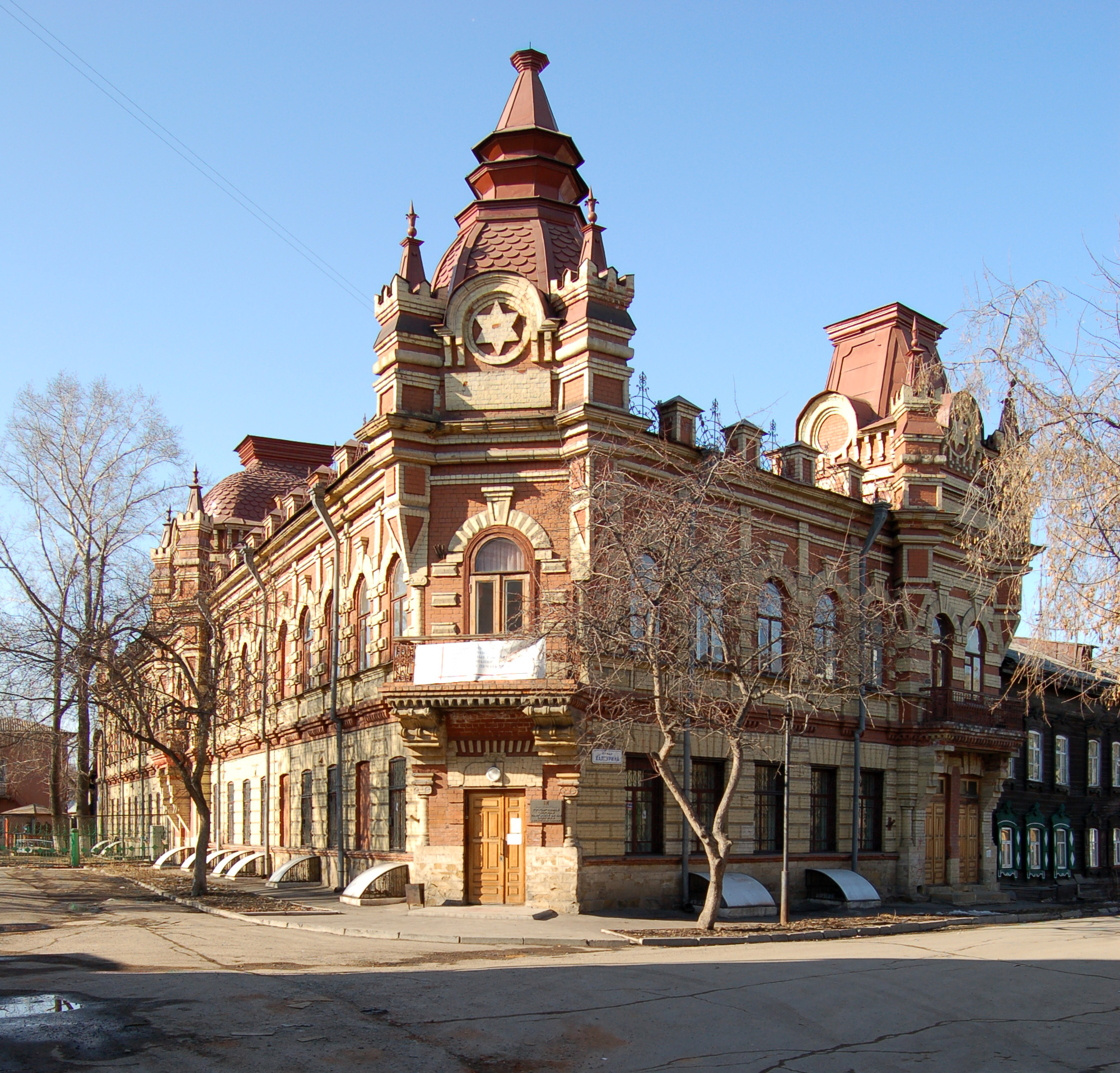
La Maison Fainberg, construite en 1918 rue Khaltourina.

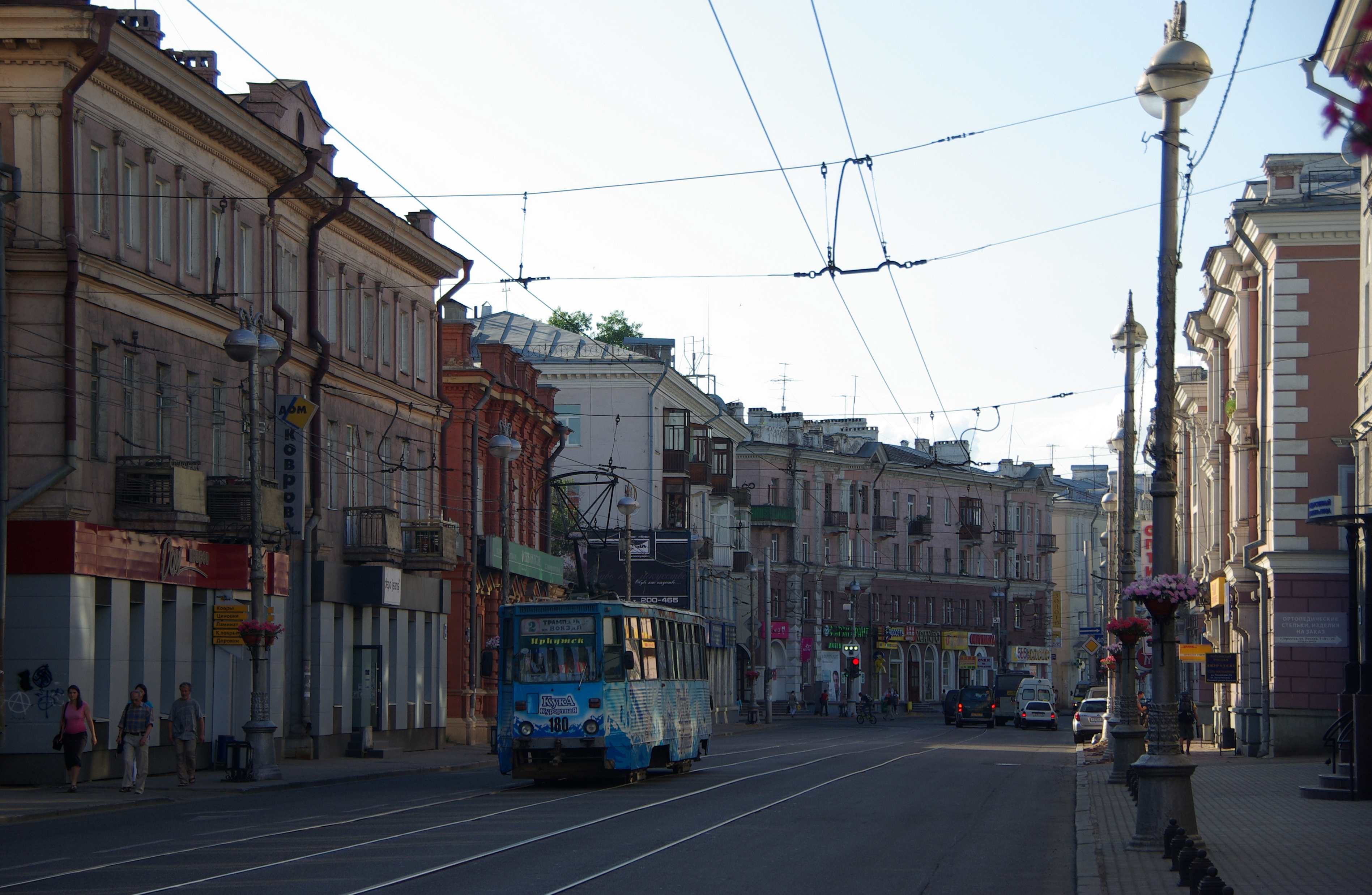
La rue Lénine et ses styles post-incendie.

L'architecture est une spécificité intéressante de la ville, car malgré sa position en plein cœur de la Sibérie, elle se distingue profondément des grandes villes de la région, lui valant le titre de « petit Paris de Sibérie ». Le centre historique regroupe de nombreux bâtiments religieux et administratifs, souvent de style baroque Sibérien, ressemblant à sa sœur de Tobolsk. Le style empire et le style éclectique s'y côtoient aussi, formant un petit environnement digne de Saint-Pétersbourg. Ces trois styles architecturaux sont arrivés surtout dans la ville après le grand incendie de 1879, où le gouverneur obligea ensuite les habitants à reconstruire les bâtiments en pierre, même si des bâtiments, principalement religieux, étaient déjà en pierre avant l'incendie comme la cathédrale de l'épiphanie et l'église de l'Élévation-de-la-Croix. L'architecture en bois russe est présente dans les quartiers non dévastés, avec les belles demeures des décabristes (famille Troubetskoï, famille Volkonski), mais aussi l'hôtel Metropol et la maison néerlandaise.
Après l'incendie, la ville s'étend de plus en plus. La banque Russo-asiatique, à l'intersection de la rue Karl Marx et la rue Lénine s'illustre avec son Art nouveau. Ces deux rues sont d'ailleurs parmi les plus consistantes de la ville, avec des bâtiments se suivant de manière homogène au niveau architectural.
Après la révolution russe, le style constructivisme s'insère brièvement dans l'architecture locale, au travers de la maison de la culture de l'usine Kouïbychev et du bâtiment de gestion d'usine au n°1 rue d'Octobre,. L'architecture stalinienne est insérée dans le paysage urbains entre les années 1930 et 1960, avec la maison des Soviets, l'hôtel Intertouriste, et d'autres. Cette architecture stalinienne s'exprime souvent au travers du néoclassicisme. Les architectes soviétiques font naître très grands bâtiments, comme le palais de la Culture de l'Usine Aéronautique, l'hôtel Sibérie, le bâtiment administratif des chemins de fer de Sibérie orientale, le siège de Vostsibugol, etc. Le pont de Glazkovo dans les années 1930 est une autre facette de l'architecture soviétique, ainsi que la maison-navire, symbole excellent du brutalisme à Irkoutsk. Dans les autres quartiers que le centre historique, les Krouchtchevka font leur apparition massive. À partir de la fin de la période soviétique, le modernisme devient le principal style architectural, d'abord au travers du modernisme socialiste puis du néomodernisme. Les principaux exemples sont le centre d'affaire du Baïkal (1997), le complexe résidentiel à Bograda (2001), l'Université d'État des communications d'Irkoutsk et le Lycée professionnel des chemins de fer n°36. En parallèle, un regain d'intérêt se fait envers les styles pré-révolutionnaire et en bois, avec la construction en 2013 du 130e quartier d'Irkoutsk en bois,.

#### Lieux touristiques
La ville d'Irkoutsk est surnommée « le Paris de la Sibérie » en raison de son patrimoine architectural :
- L'église Prince Vladimir ;
- la cathédrale de l'Épiphanie ;
- la « Maison Blanche » servait autrefois de résidence officielle au gouverneur général de Sibérie orientale. Elle est aujourd'hui occupée par une bibliothèque universitaire ;
- le théâtre dramatique est construit en 1897 par Viktor Schröter[98] ;
- l'ancienne Banque russo-asiatique sert actuellement de dispensaire ;
- la caserne des officiers était jadis l'hôtel Amour ;
- l'église catholique polonaise est de style néogothique (1881-1883)
- la statue d'Alexandre III (œuvre de Robert Bach), démontée en 1920, a été de nouveau érigée en 2003 pour le jubilé du Transsibérien.
- le musée régional d'art d'Irkoutsk, ou musée Soukatchiov, est renommé pour la richesse de ses collections[99].

Quelques monuments de la ville
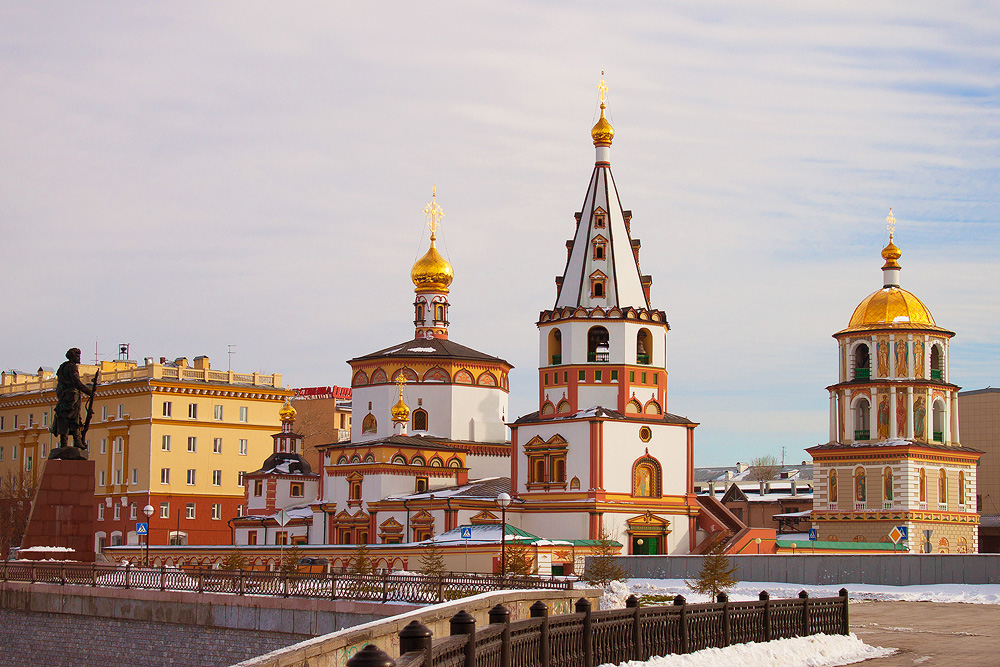
La cathédrale de l'Épiphanie.
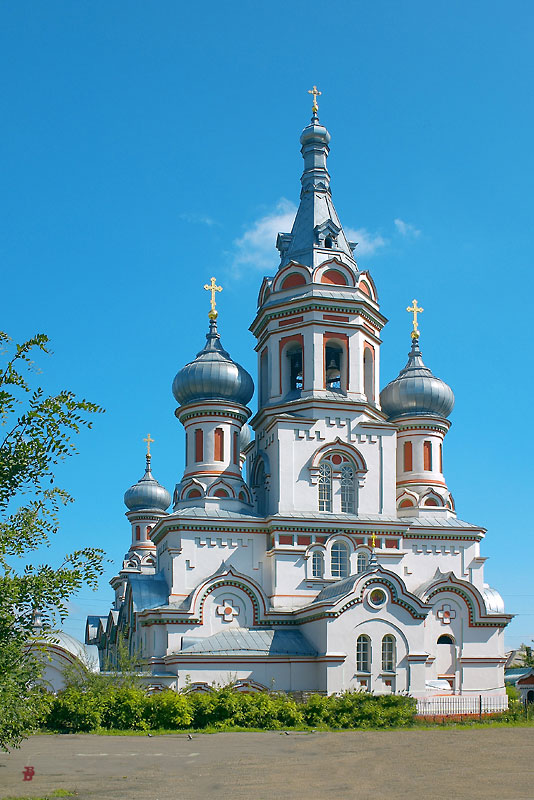
L'église Prince Vladimir.
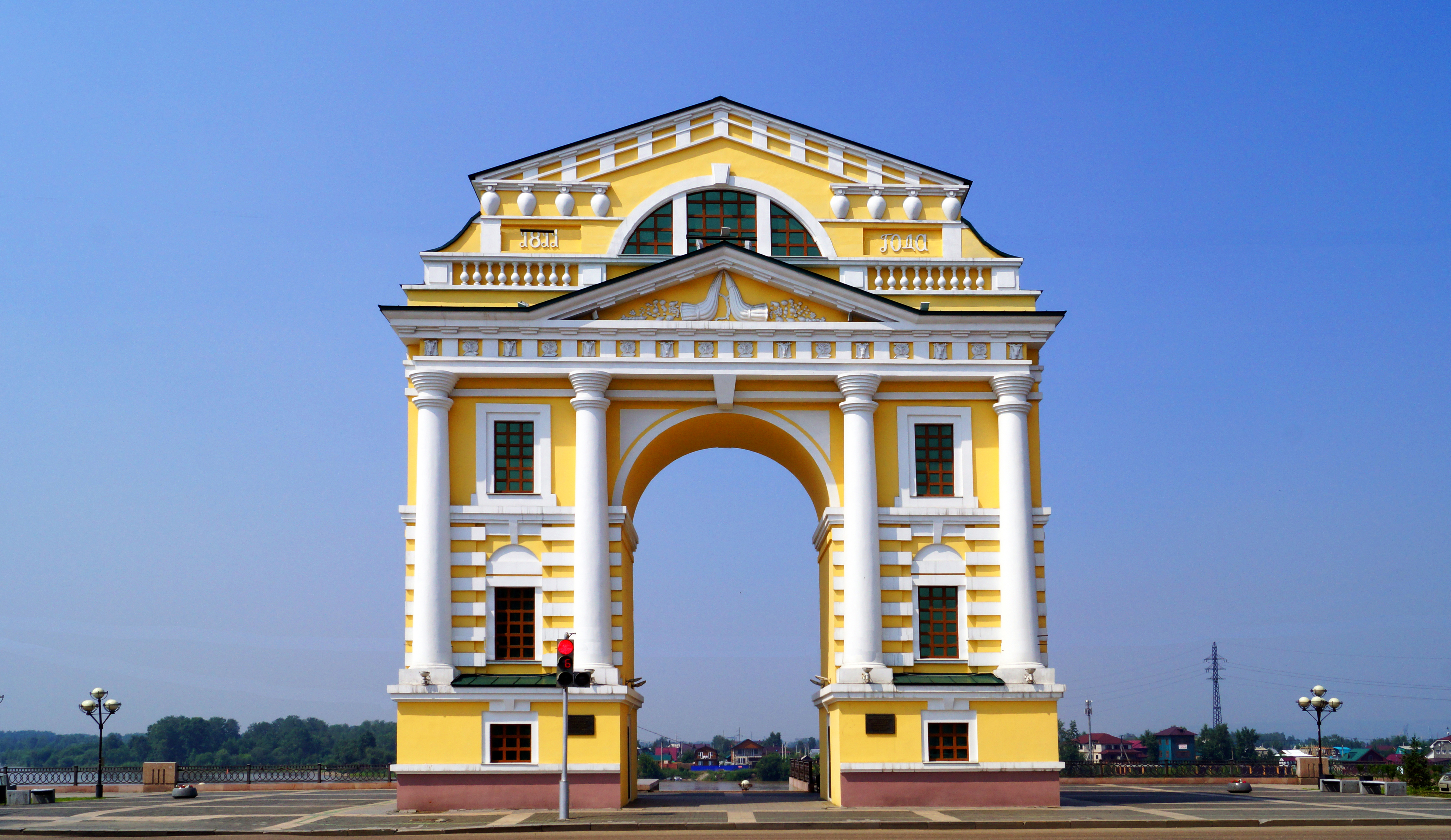
L'arc de triomphe de Moscou.
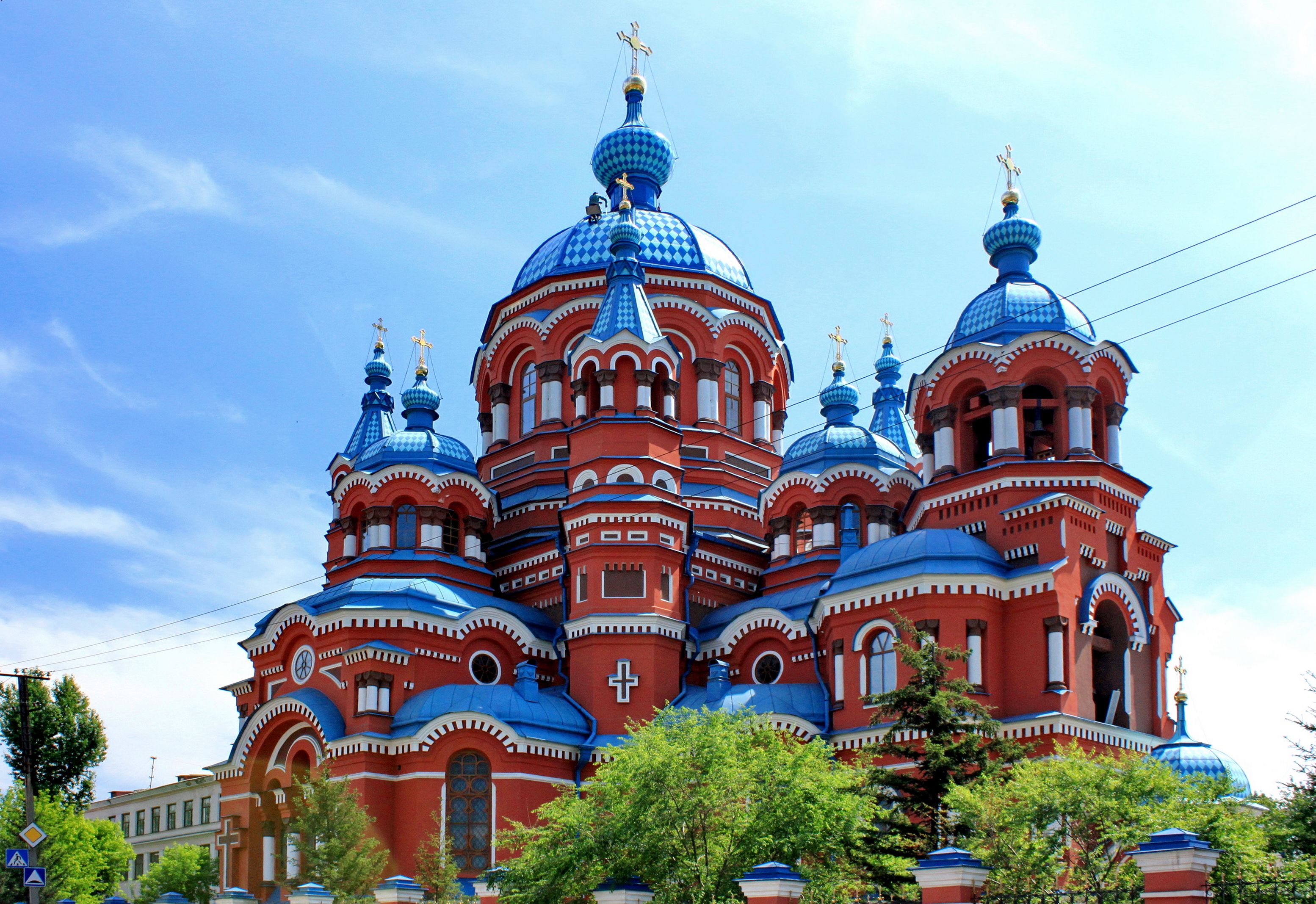
La cathédrale de Notre-Dame de Kazan.
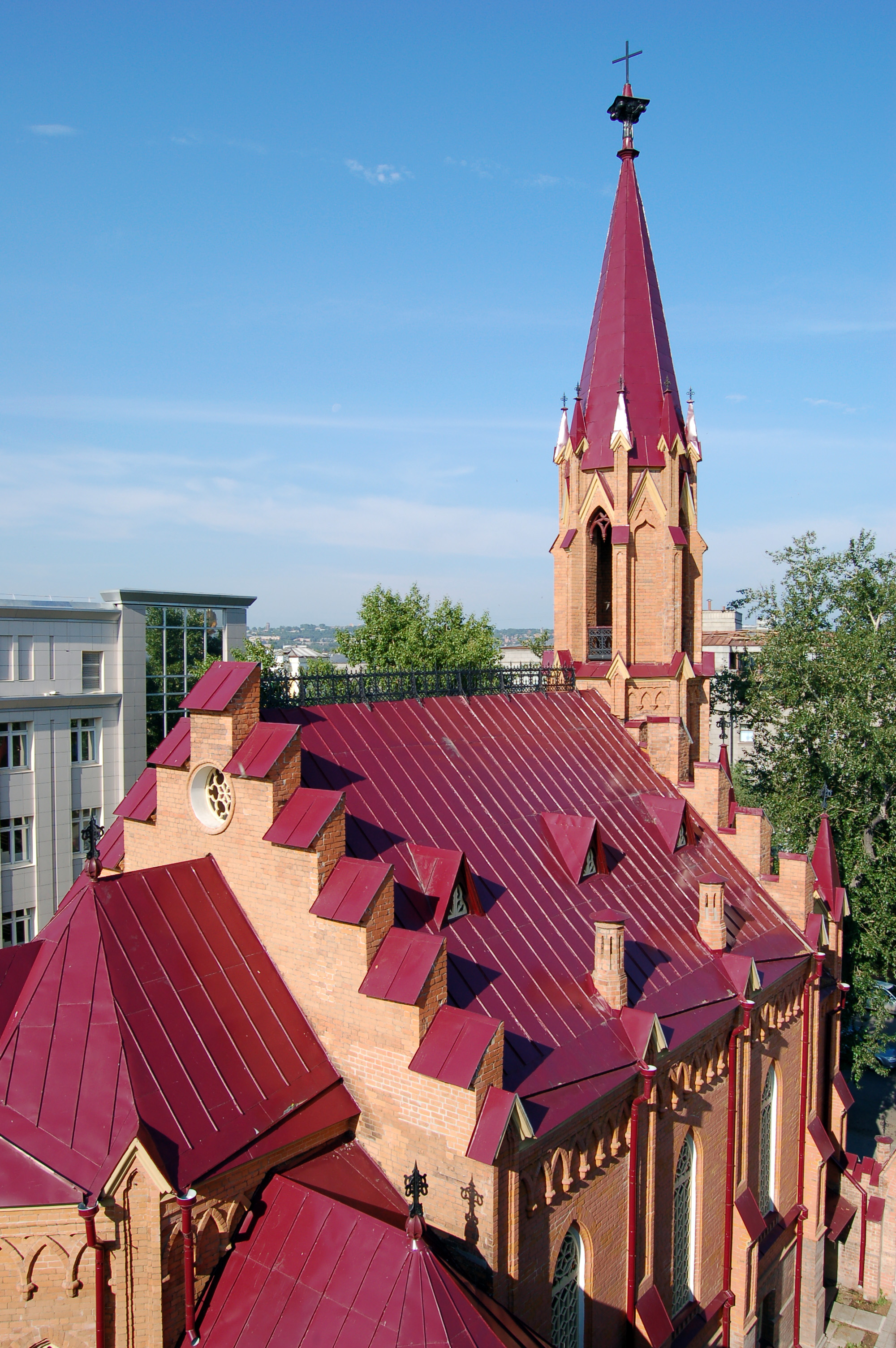
L'église Notre-Dame-de-l'Assomption.
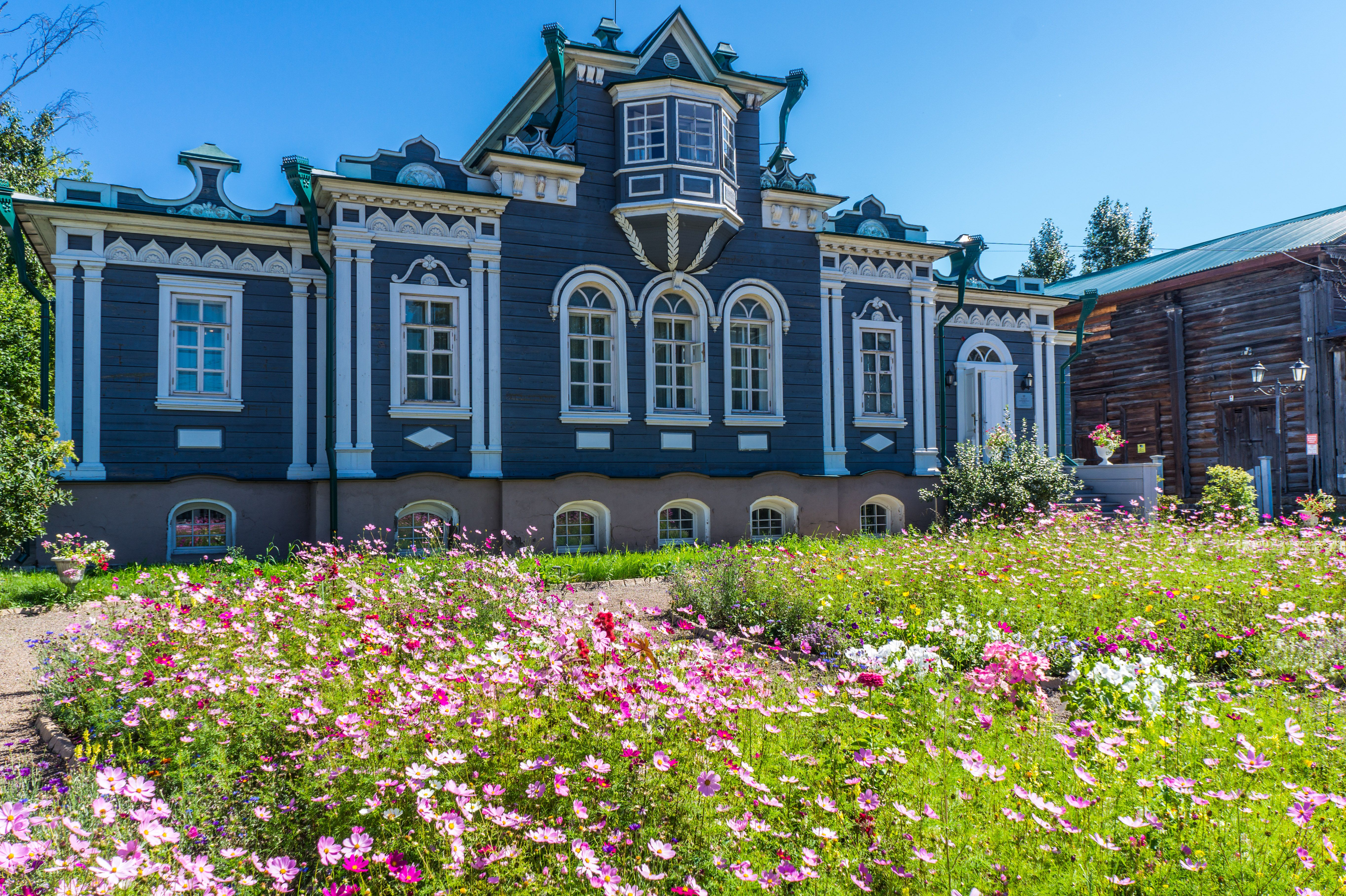
La maison des Troubetskoï.
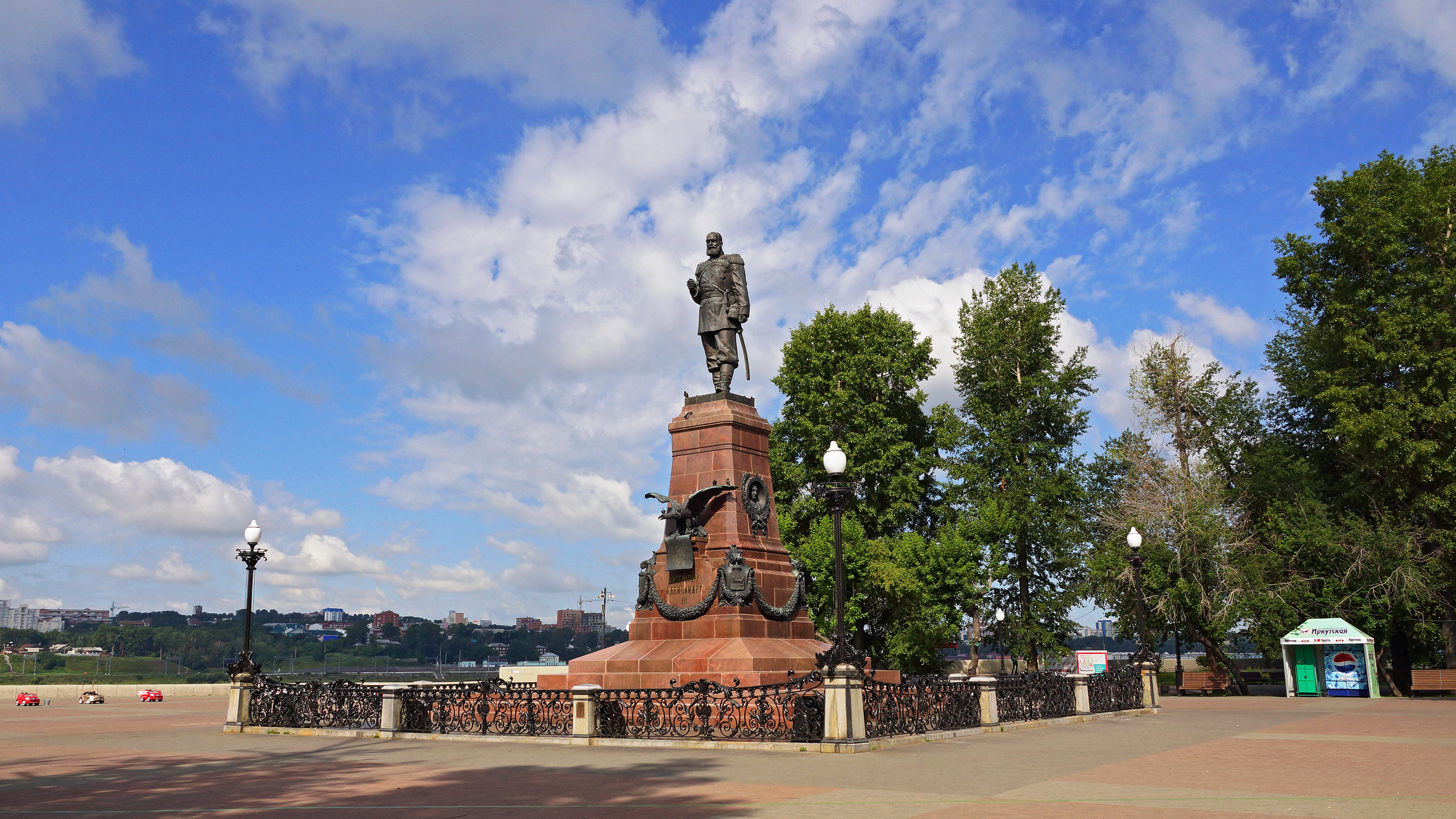
La statue d'Alexandre III.
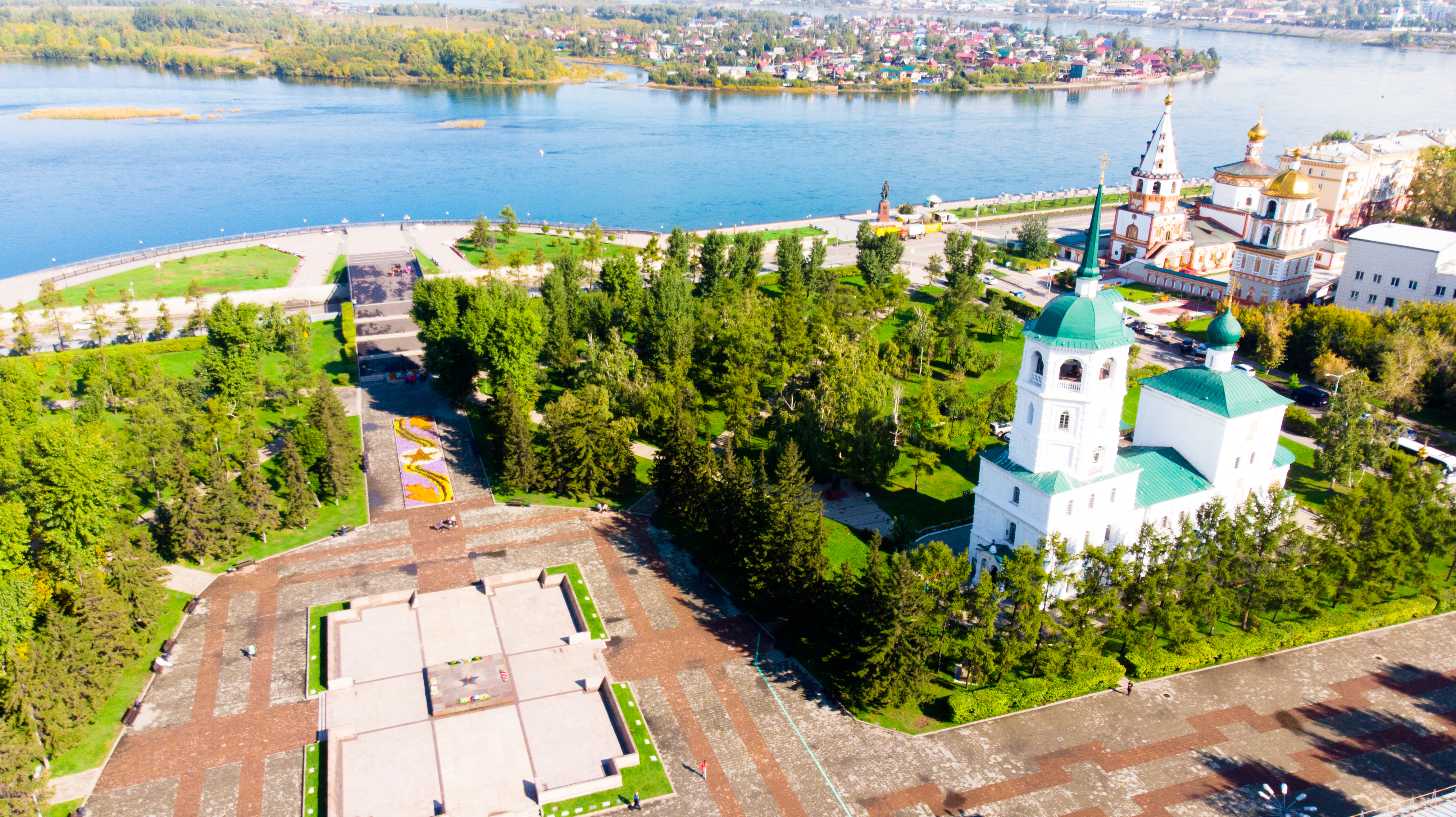
La flamme éternelle et l'église du Sauveur.
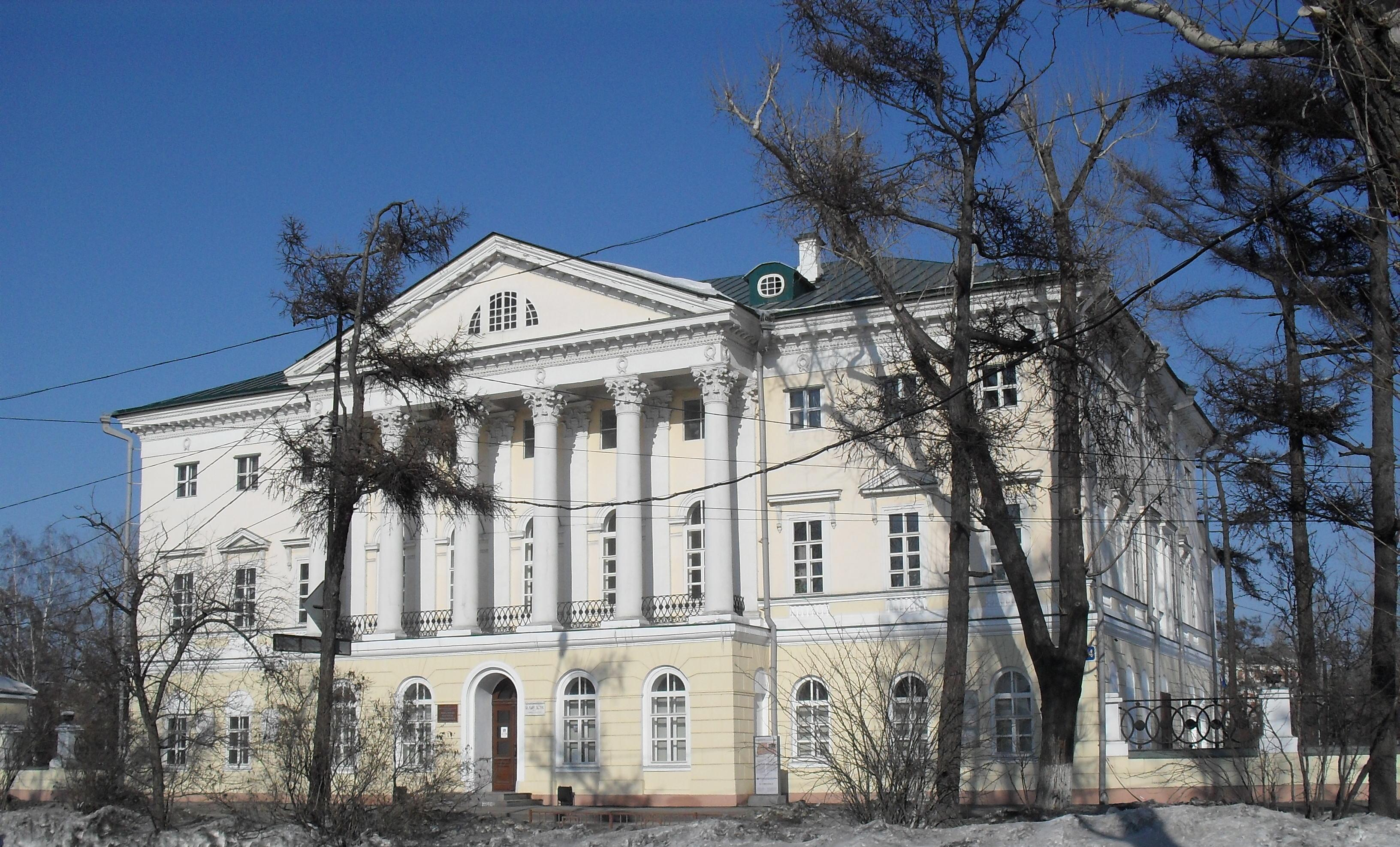
La Maison-Blanche.
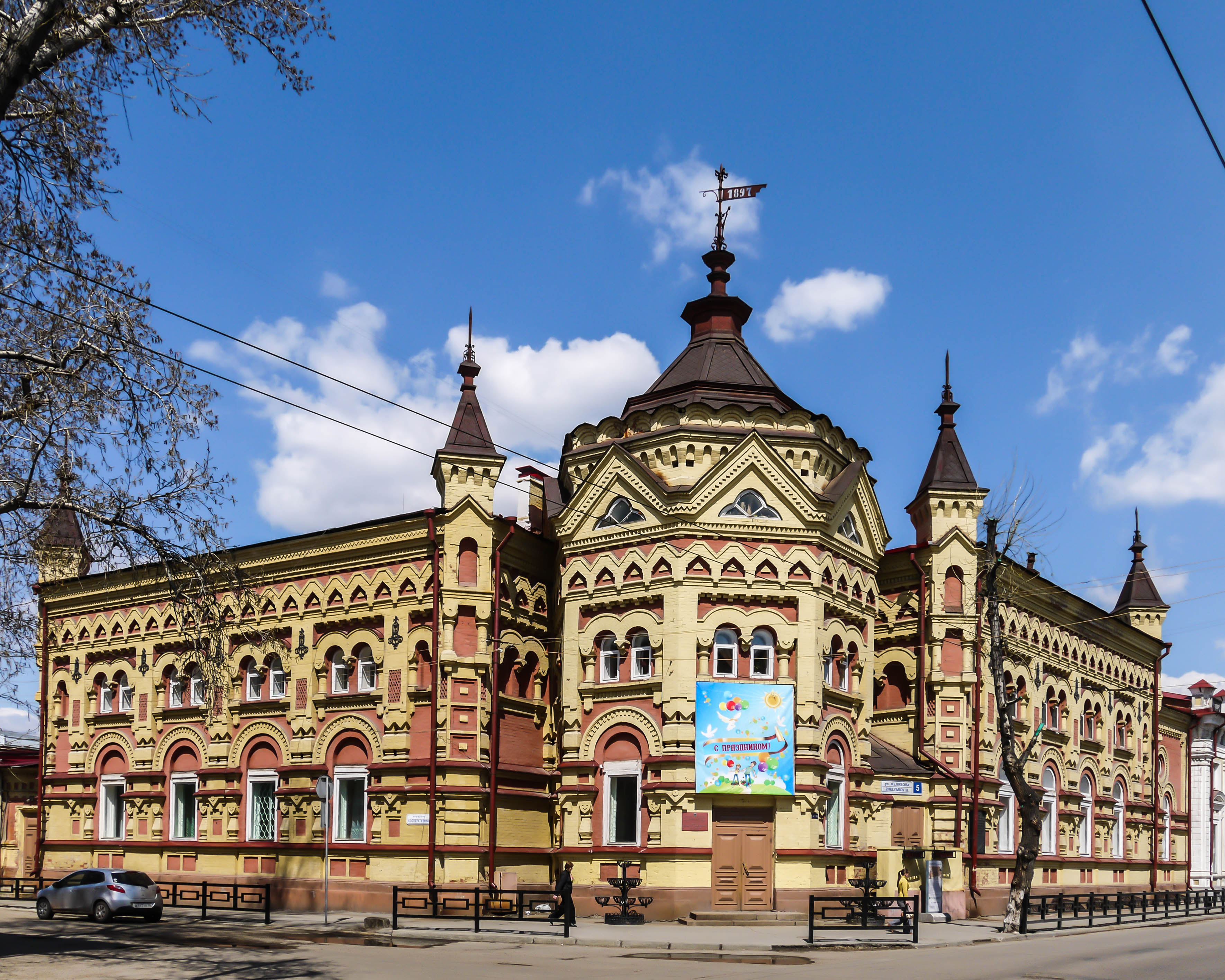
La maison Vtorova.

#### Musées et lieux d'expositions

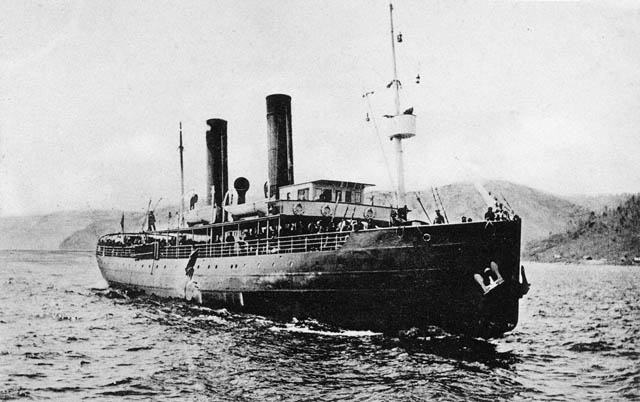
LAngara en 1901.

Depuis les années 1970 et 1980, l'offre culturelle s'est développée et diversifiée, sous l'impulsion importante de la ville et la région. L'un des plus atypiques est le navire musée Angara, installé sur le brise-glace, qui fut ouvert en 1991 après une décision d'ouverture en 1977 et les travaux préalables de restauration en 1911. Il est un brise-glace à vapeur russe lancé en 1900, et l'un des plus anciens brise-glace au monde, avec le suédois S/S Bore  de 1894 et le finlandais Tarmo  de 1907. Avant la mise en service du Chemin de fer Circum-Baïkal, il effectuait 2 rotations par jour entre les deux rives du lac, transportant biens et personnes. Il présente aujourd'hui des expositions sur l'histoire de la navigation sur le lac Baïkal avec de nombreuses photographies historiques ainsi que plus généralement sur la région de l'Angara.
Le plus ancien musée d'art , qui est le plus riche de toute la Sibérie, est le musée régional d'art d'Irkoutsk, qui comprend plus de vingt-trois mille pièces de musée, tableaux, pièces d'art graphique, sculptures, objets d'art décoratif, , etc.. Aussi appelé musée Soukatchiov, il conserve 250 peintures d'artistes russes, dont de Vladimir Soukatchiov. La collection a été rejointe par des peintures et sculptures chinoises et japonaises rassemblées par le département de Sibérie orientale de la Société géographique russe. Il conserve aujourd'hui plus de 14 000 œuvres d'art.
En 1996, fut fondé le musée d'histoire de la ville d'Irkoutsk (ru), rue Frank-Kamenetski. Le musée comptait en 2022 plus de 106 000 objets retraçant l'histoire de la ville et de ses habitants, et des traditions locales. Il compte cinq antennes, dont celle spécialement consacrée à l'histoire, plus celles du centre d'exposition, de la Grande Guerre patriotique, de la vie urbaine, ainsi que de l'artisanat et du folklore.
Le plus vieux musée, qui est aussi l'un des plus vieux de Russie, est le musée régional des traditions locales d'Irkoutsk (ru), fondé par le gouverneur d'Irkoutsk d'alors F. Klichtcha. Appelant à donner des fonds, plusieurs familles de marchandes firent don au musée, dont le gouverneur lui-même. Erich Laxmann, naturaliste, rassembla de grandes collections dont il fit don au musée. Après l'insurrection polonaise, il put compter sur des exilés et scientifiques polonais tels que Jan Czerski, Aleksander Czekanowski ; ainsi que d'autres scientifiques comme Grigori Potanine ; et des expéditions de Ričard Karlovič Maak, Nicolas Iadrintsev, Innokenti Lopatine, etc. Lors de l'incendie de 1879, le musée est détruit, perdant plus de 22 000 objets, dont 10 000 livres. Les scientifiques ayant déjà contribué le refirent à nouveau, tandis que des institutions scientifiques de l'Empire aidèrent aussi, en plus des dons des habitants. Le musée fut nationalisé en 1920, et entre les années 1950 et 1970, il développa des branches dans les villes de l'oblast. Aujourd'hui, il compte 7 départements (nature, histoire, Raspoutine, Fenêtre sur l'Asie, etc.), et est visité par 300 000 personnes chaque année. Sa bibliothèque compte à elle seule 86 000 ouvrages.

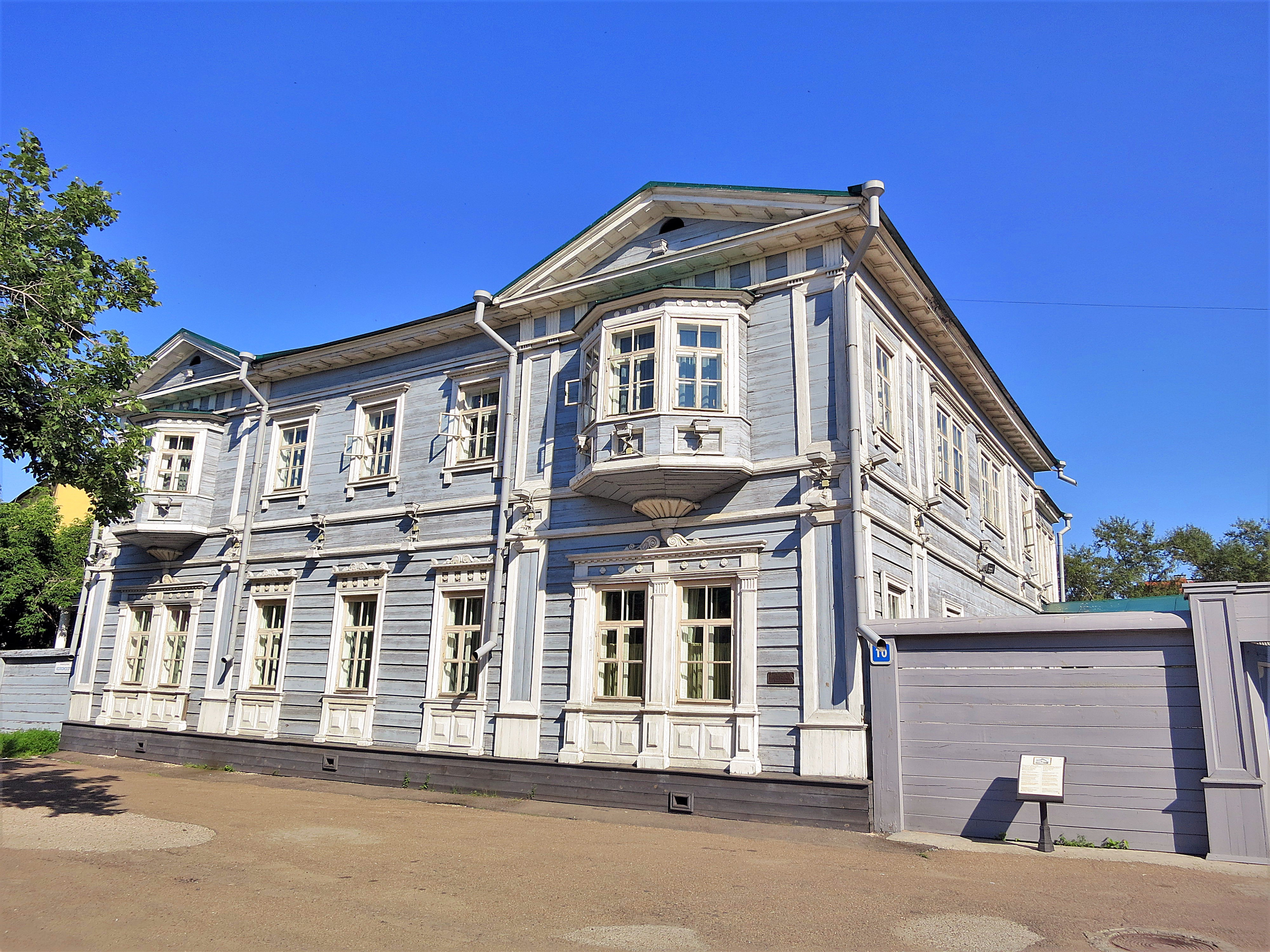
Maison des Volkonski.

Liée à son accueil des exilés décabristes, Irkoutsk possède le musée consacré à eux (ru) qui ont participé à l'émergence de la ville sur la scène nationale. Il fut fondé en 1970 lorsque le musée régional des traditions locales d'Irkoutsk se rendit compte de la quantité et la qualité de fonds sur les décabristes, inégalé nulle part dans le pays. Le musée, fonctionnant comme une branche du musée régional des traditions locales, possède plusieurs maisons de décabristes, dont celles de la famille Volkonski et de la famille Troubetskoï. Le musée raconte l'insurrection décabriste, leur exil en Sibérie condamnés aux travaux forcés, puis après avoir fini leur peine, leur vie à Irkoutsk ou dans d'autres villes de Sibérie, et ainsi leur apport important à la ville d'Irkoutsk. Leurs objets et effets personnels sont exposés dans les différentes maisons. Le musée accueille des salons littéraires, musicaux, bals et festivals chaque année, perpétuant la tradition de ces familles nobles.
Depuis 1930, la ville possède le musée minéralogique Sidorova (ru), plus grand musée minéralogique au-delà de l'Oural qui possède de grandes collections sur ces richesses de Sibérie. Alexandre Lvov, géologue, le musée de l'École polytechnique d'Irkoutsk, Vladimir Tikhomirov, et d'autres personnes firent don de nombreux échantillons. Il possède plus de 860 espèces minérales, au travers des plus de 28 000 échantillons. Il a de plus les peintures de Boris Lebedinski (ru), artiste émérite de la RSFSR, qui fut disciple de Nicolas Roerich.
L'université d'État d'Irkoutsk possède plusieurs musées pour les différentes branches qu'elle possède, dont un musée ouvert en 1994 consacré à l'histoire de l'université ; un musée d'économie ouvert en 1996 ; un musée de zoologie ouvert en 1980 ; de géologie ouvert en 1993, etc. D'autres institutions à Irkoutsk possèdent leur propre musée, dont l'aéroport international, mais aussi la gare d'Irkoutsk, et l'usine d'aviation d'Irkoutsk. Il y a des galeries d'art, et un musée de la gloire militaire de l'École supérieure d'ingénierie de l'aviation militaire d'Irkoutsk.

#### Opéras, théâtres, cinémas et salles de spectacle
Le théâtre populaire de la ville d'Irkoutsk a été fondé en 1977 comme studio de théâtre pour les jeunes. Il a obtenu le statut professionnel en 1987. Les représentations du théâtre se concentrent sur l'histoire, régionale ou non, le folklore local et celui cosaque.

### Patrimoine artistique
Ces dernières années, le domaine de l'art s'est de plus en plus tourné vers la culture des ethnies locales, en partie des Bouriates, qui peuplaient autrefois majoritairement les lieux. Depuis 2022, la ville accueille un nouveau festival, la « Semaine des arts et métiers du Baïkal », principalement un défilé de mode centré sur les vêtements, bijoux et autres accessoires des peuples locaux.
Chaque année se tient le festival international du livre d'Irkoutsk, accueillant 120 maisons d'édition et 80 conférenciers venus présenter leurs livres, principalement des auteurs russes ou russophones.

### Hommage en astronomie
L'astéroïde (3224) Irkutsk a été nommé en honneur de la ville.

### Personnalités liées à Irkoutsk
Sont nés à Irkoutsk

Jules Gordon (1908-1945) peintre de l'Ecole de Paris. Déporté comme résistant et juif.
- Valéry Inkijinoff (1895-1973), acteur français
- Mikhail Romm (1901-1971), cinéaste
- Natalia Saz (1903-1993), metteuse en scène
- Konstantin Vyrupayev (1930-2012), champion olympique de lutte gréco-romaine
- Rudolf Noureev (1938-1993), danseur étoile, chorégraphe
- Andrei Guelassimov (1965–), écrivain russe
- Ivan Vyrypaïev (1974–), auteur, scénariste, metteur en scène, réalisateur, acteur russe
- Daria Dmitrieva (1993–), gymnaste russe
- Nina Kraviz (1981–), disc jockey
- Denis Matsouiev (1975-) pianiste

Décédés à Irkoutsk
- Innocent d'Irkoutsk, premier évêque.
- Sophrone d'Irkoutsk, évêque.
- Ivan Alexandrovitch Khoudiakov (1842-1876), folkloriste et révolutionnaire

### Héraldique
| Armoiries d'Irkoutsk | Les armoiries d'Irkoutsk se blasonnent ainsi : « dans un champ d'argent sur le sol vert, un babr courant en alerte, portant une zibeline écarlate (rouge) entre les dents : les deux animaux sont tournés vers la gauche . ». Le blason de la ville est le résultat partiel d'une mauvaise interprétation. Le babr (ru) (en russe : Бабр) est l'ancienne désignation russe de panthère, tigre, léopard, emprunté à travers les langues turques au farsi. En Iakoute, le mot baabyr (баабыр) signifie le tigre de Sibérie. Le babr est mentionné depuis la fin du XVIIe siècle sur les sceaux de l'ostrog d'Irkoutsk. Mais les fabricants d'armoiries, en Russie européenne, avaient une idée très vague du tigre et le représentaient de différentes manières, certains voyant un castor au lieu d'un babr. À cause de cela, au lieu d'un babr, un tigre, une bête mythique avec la tête d'un chat, des pattes palmées et une queue a commencé à être représentée sur les armoiries de la ville. La version actuelle fut approuvée par une décision de la douma municipale du 27 février 1996, en restaurant les armoiries de 1790 de manière simplifiée, qui était lui avec bien plus de détails. Ces armoiries se reflètent sur le drapeau de la ville. |